# فهرست فیلم‌های دنیای سینمایی مارول
دنیای سینمایی مارول شامل مجموعه‌ای از فیلم‌های ابرقهرمانی است که توسط مارول استودیوز بر پایهٔ شخصیت‌های مارول کامیکس ساخته و منتشر می‌شود. دنیای سینمایی مارول (به انگلیسی: Marvel Cinematic Universe) یک جهان سینمایی مشترک است که تمام این فیلم‌ها در آن قرار دارند. تولید این فیلم‌ها از سال ۲۰۰۷ آغاز شده و از آن زمان تاکنون ۳۵ فیلم اکران شده است، در حالی که دست‌کم ۱۰ فیلم دیگر در مراحل مختلف ساخت قرار دارند. دنیای سینمایی مارول پرفروش‌ترین فرنچایز سینمایی در تاریخ است و بیش از ۳۱٫۵ میلیارد دلار در گیشه جهانی فروش داشته است. انتقام‌جویان: پایان بازی نیز در زمان انتشار، تا مدتی پرفروش‌ترین فیلم تمام دوران‌ها بود و در حال حاضر دومین پرفروش ترین فیلم تاریخ است.
این فیلم‌ها توسط افراد مختلف نوشته و کارگردانی شده‌اند و اغلب دارای گروه‌های بازیگران پرشمار و چندنفره هستند. رئیس مارول استودیوز، کوین فایگی، تهیه‌کنندهٔ هر فیلم در این مجموعه است، در حالی که دیگر مدیران مارول استودیوز نیز برخی فیلم‌ها را در کنار فایگی تهیه کرده‌اند، از جمله مدیرعامل سابق استودیو، آوی آراد، که در دو فیلم نخست حضور داشت. افراد دیگری نیز برخی فیلم‌های دنیای سینمایی مارول را تهیه کرده‌اند، از جمله گیل آن هرد برای هالک شگفت‌انگیز، ایمی پاسکال برای فیلم‌های مرد عنکبوتی, لورن شولر دانر، رایان رینولدز و شاون لوی برای ددپول و ولورین, و آنتونی و جو روسو برای انتقام‌جویان: روز نابودی و انتقام‌جویان: جنگ‌های مخفی.
مارول فیلم‌هایش را به صورت دوره‌ای و در قالب آنچه آن را «فاز» می‌خواند، منتشر می‌کند. نخستین فیلم دنیای سینمایی مارول مرد آهنی بود که پارامونت پیکچرز آن را توزیع کرد. پارامونت در ادامه مرد آهنی ۲ (۲۰۱۰)، ثور (۲۰۱۱) و کاپیتان آمریکا: نخستین انتقام‌جو (۲۰۱۱) را منتشر کرد و یونیورسال پیکچرز هم عهده‌دار توزیع هالک شگفت‌انگیز (۲۰۰۸) بود. والت دیزنی استودیوز موشن پیکچرز کار توزیع فیلم‌های مارول را با انتقام‌جویان شروع کرد، که آخرین فیلم فاز اول بود. فاز دو شامل فیلم‌های مرد آهنی ۳ (۲۰۱۳)، ثور: دنیای تاریک (۲۰۱۳)، کاپیتان آمریکا: سرباز زمستان (۲۰۱۴)، نگهبانان کهکشان (۲۰۱۴)، انتقام‌جویان: عصر اولتران (۲۰۱۵) و مرد مورچه‌ای (۲۰۱۵) است.
کاپیتان آمریکا: جنگ داخلی (۲۰۱۶) نخستین فیلم از فاز سوم بود و به دنبال آن دکتر استرنج (۲۰۱۶)، نگهبانان کهکشان بخش ۲ (۲۰۱۷)، مرد عنکبوتی: بازگشت به خانه (۲۰۱۷)، ثور: رگناروک (۲۰۱۷)، پلنگ سیاه (۲۰۱۸)، انتقام‌جویان: جنگ ابدیت (۲۰۱۸)، مرد مورچه‌ای و زنبورک (۲۰۱۸)، کاپیتان مارول (۲۰۱۹)، انتقام‌جویان: پایان بازی (۲۰۱۹) و مرد عنکبوتی: دور از خانه (۲۰۱۹) نیز منتشر شد و فاز سوم را پایان داد. سونی پیکچرز فیلم‌های مرد عنکبوتی را منتشر می‌کند؛ داستان آن‌ها در دنیای سینمایی مارول اتفاق می‌افتد و مالکیت، تأمین بودجه، توزیع آن و همچنین نظارت بر ایده‌های داستانی همچنان در اختیار سونی خواهد بود. فیلم‌های فاز اول تا سوم در مجموع با نام «حماسه ابدیت» شناخته می‌شوند.
فاز چهارم فیلم‌ها با بیوهٔ سیاه (۲۰۲۱) آغاز شد و شامل شانگ-چی و افسانهٔ ده حلقه (۲۰۲۱)، جاودانگان (۲۰۲۱) و مرد عنکبوتی: راهی به خانه نیست (۲۰۲۱)، دکتر استرنج در مولتی‌ورس دیوانگی (۲۰۲۲)، ثور: عشق و تندر (۲۰۲۲) و پلنگ سیاه: واکاندا تا ابد (۲۰۲۲) بود. در این فاز، علاوه بر این فیلم‌ها، هشت مجموعه تلویزیونی و دو سریال ویژه برای سرویس پخش استریم دیزنی پلاس نمایش داده شد. فاز پنجم با مرد مورچه‌ای و زنبورک: شیدایی کوانتومی (۲۰۲۳) آغاز شد و پس از آن نگهبانان کهکشان بخش ۳ (۲۰۲۳)، مارول‌ها (۲۰۲۳)، ددپول و ولورین (۲۰۲۴)، کاپیتان آمریکا: نظم نوین جهانی (۲۰۲۵)، و تاندربولتز* (۲۰۲۵) اکران شدند. این مرحله همچنین شامل ۹ فصل سریال تلویزیونی برای دیزنی پلاس خواهد بود. فاز ششم شامل فیلم‌های چهار شگفت‌انگیز: گام‌های نخست (۲۰۲۵)، انتقام جویان: روز نابودی (۲۰۲۶)، مرد عنکبوتی: روز کاملاً جدید (۲۰۲۶) و انتقام جویان: جنگ‌های مخفی (۲۰۲۷) است. 
فازهای چهارم، پنجم و ششم به‌طور کلی با عنوان «حماسه چندجهانی» شناخته می‌شوند. فیلم ددپول و ولورین با همکاری شرکت‌های Maximum Effort متعلق به رایان رینولدز و 21 Laps Entertainment متعلق به شاون لوی تهیه شده است، در حالی که شرکت ای‌جی‌بی‌او متعلق به برادران روسو در تهیهٔ فیلم‌های انتقام‌جویان: روز نابودی و انتقام‌جویان: جنگ‌های مخفی مشارکت دارد.

## فاز یک
| فیلم                            | تاریخ انتشار در ایالات متحده | کارگردان   | نویسنده                                        | تهیه‌کننده                          |
| ------------------------------- | ---------------------------- | ---------- | ---------------------------------------------- | ---------------------------------- |
| مرد آهنی                        | ۲ مه ۲۰۰۸                    | جان فاورو  | مارک فرگوس، هاوک اوتسبی، آرت مالکوم و مت هالوی | آوی آراد و کوین فایگی              |
| هالک شگفت‌انگیز                  | ۱۳ ژوئن ۲۰۰۸                 | لویس لتریر | زک پن                                          | آوی آراد، گیل آن هارد و کوین فایگی |
| مرد آهنی ۲                      | ۷ مه ۲۰۱۰                    | جان فاورو  | جاستین ثرو                                     | کوین فایگی                         |
| ثور                             | ۶ مه ۲۰۱۱                    | کنت برانا  | اشلی میلر، زک استنتز و دن پاین                 | کوین فایگی                         |
| کاپیتان آمریکا: نخستین انتقام‌جو | ۲۲ ژوئیه ۲۰۱۱                | جو جانستون | کریستوفر مارکوس و استیون مک‌فیلی                | کوین فایگی                         |
| انتقام‌جویان                     | ۴ مه ۲۰۱۲                    | جاس ویدون  | جاس ویدون                                      | کوین فایگی                         |

### مرد آهنی (۲۰۰۸)
میلیاردری که بعد از به گروگان گرفته شدن توسط گروهی تروریستی، زرهی مکانیکی برای خود می‌سازد. پس از این که دست گروگان‌گیرها فرار می‌کند، تصمیم می‌گیرد تا این زره را ارتقاء دهد تا رد مبادلهٔ غیرقانونی اسلحه‌هایش را بگیرد.
در آوریل ۲۰۰۶، مارول جان فاورو را برای کارگردانی مرد آهنی و آرتور مارکوم و مت هالوودی، مارک فرگوس و هاوک اوتسبی را برای نوشتن دو فیلم‌نامه آن استخدام کرد. فاورو بعداً دو فیلم‌نامه را ادغام کرد و جان اوگست آن را بازنویسی کرد. رابرت داونی جونیور برای گرفتن این نقش ریش پروفسوری گذاشت و شروع به ورزش کردن کرد. او در سپتامبر ۲۰۰۶ به عنوان بازیگر اصلی این فیلم انتخاب شد. فیلمبرداری در ۱۲ مارس ۲۰۰۷ آغاز شد و هفته‌های نخست، صرف فیلمبرداری صحنه‌های تونی استارک در افغانستان گردید و این صحنه‌ها در اینیو، کالیفرنیا فیلمبرداری شد. فرش قرمز مرد آهنی در ۱۴ آوریل ۲۰۰۸ در سیدنی برگزار شد و ۳۰ آوریل به صورت جهانی و ۲ مه در ایالات متحده اکران گردید.
در این فیلم پس از تیتراژ پایانی، سکانسی با حضور ساموئل ال. جکسون در نقش نیک فیوری نمایش داده می‌شود که در آن فیوری می‌خواهد با استارک دربارهٔ پروژه‌ای به نام «ابتکار انتقام‌جویان» صحبت کند. جکسون تنها یک روز سر صحنهٔ فیلمبرداری این فیلم حضور داشت تا خبر حضورش در این فیلم لو نرود. سپر کاپیتان آمریکا نیز در زمینهٔ یک سکانس دیده می‌شود. آی‌ال‌ام برای شوخی این کار را انجام داده بود، ولی فاورو تصمیم گرفت تا در صحنه باقی بماند.

### هالک شگفت‌انگیز (۲۰۰۸)
بعد از این که دکتر بروس بنر در معرض تابش شدید امواج گاما قرار می‌گیرد که باعث می‌شود در زمانی که عصبی می‌شود به هالک تبدیل شود، بروس بنر عشقش را ترک کرده و به یک فراری تبدیل می‌شود و خودش را قرنطینه می‌کند. اکنون تحت تعقیب ارتش است، سعی دارد خود را درمان کند و از استفادهٔ تسلیحاتی از توانایی‌اش جلوگیری کند.
در ژانویه ۲۰۰۶، بعد از این که یونیورسال به تعهد خود برای ساخت دنباله‌ای برای فیلم هالک (۲۰۰۳) به کارگردانی انگ لی عمل نکرد، مارول حق ساخت فیلم‌های شخصیت هالک را از یونیورسال پیکچرز به دست آورد. البته یونیورسال همچنان حق توزیع فیلم را بر عهده داشت. به جای ساخت دنباله، مارول لویس لتریر را برای بازراه‌اندازی این مجموعه استخدام کرد. لتریر در ابتدا به احترام انگ لی این پیشنهاد را رد کرد، ولی بعداً تصمیم گرفت این فیلم را بسازد. فیلم‌نامه را زک پن نوشت، او قبلاً هم برای فیلم ساخته شده در سال ۲۰۰۳، یک پیش‌نویس فیلم‌نامه نوشته بود. در آوریل ۲۰۰۶، ادوارد نورتون برای بازی در نقش اصلی فیلم و بازنویسی فیلم‌نامه وارد مذاکره شد، هر چند در فیلم تنها از پن به عنوان نویسنده نام برده می‌شود. فیلم‌برداری در ۹ ژوئیه ۲۰۰۷ آغاز شد و بیشتر آن در تورنتو انجام گرفت و نیویورک و ریودو ژانیرو دیگر لوکیشن‌های این فیلم بودند. فرش قرمز فیلم در ۸ ژوئن ۲۰۰۸ در آمفی‌تئاتر گیبسون در لس‌آنجلس برگزار شد و ۱۳ ژوئن به صورت گسترده اکران گردید.
داونی در انتهای فیلم در نقش تونی استارک ظاهر می‌شود. همچنین در نسخهٔ دی‌وی‌دی فیلم، کاپیتان آمریکا در ابتدای فیلم به صورت یخ‌زده نشان داده می‌شود.

### مرد آهنی ۲ (۲۰۱۰)

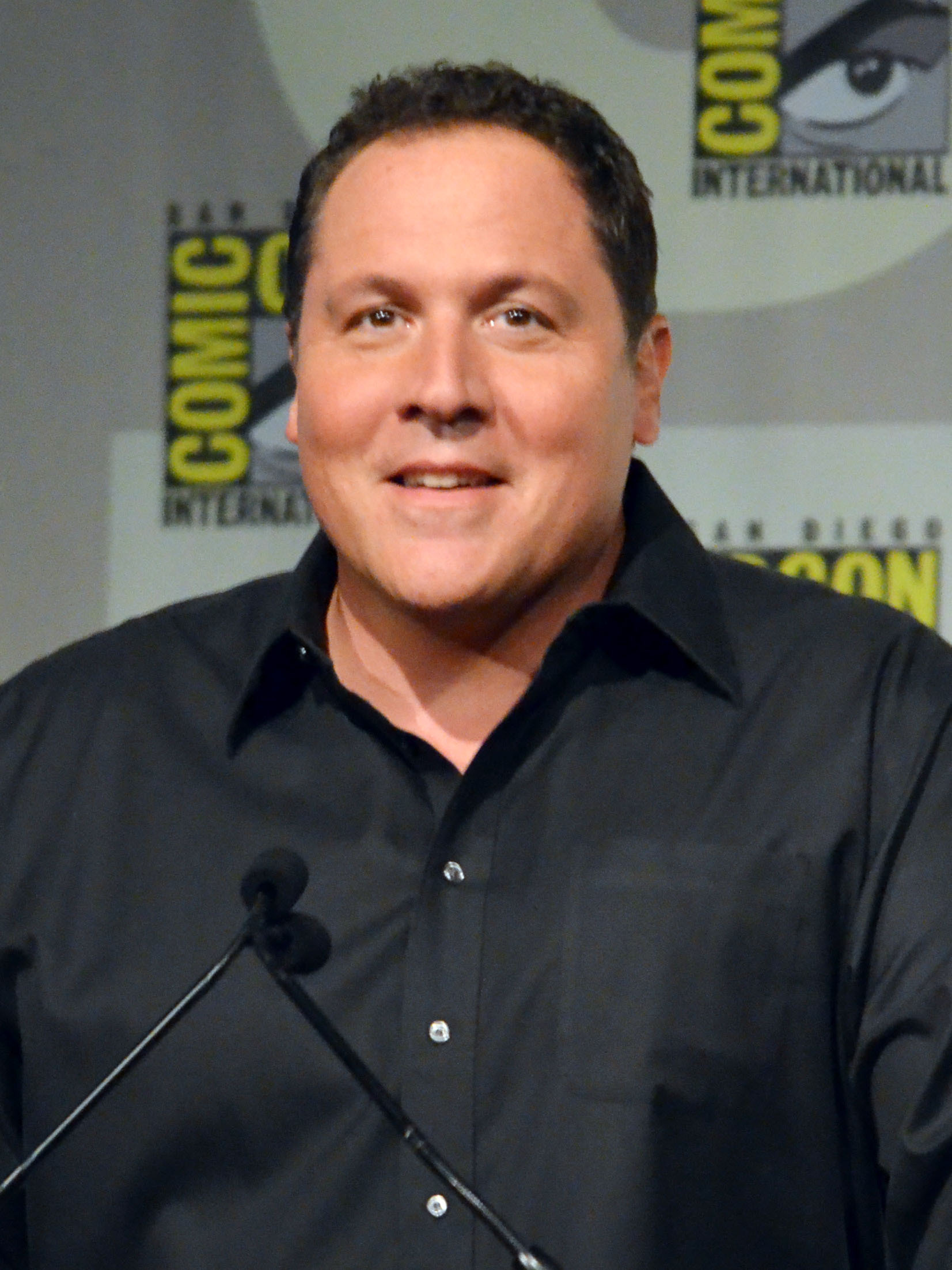
جان فاورو، کارگردان مرد آهنی و مرد آهنی ۲ با قرار دادن ساموئل ال. جکسون در صحنه‌های پس از تیتراژ فیلم اول، به شکل‌گیری دنیای سینمایی مشترک مارول کمک کرد.

وقتی تونی استارک فاش می‌کند که مرد آهنی است، دولت ایالات متحده تصمیم می‌گیرد تا این فناوری را از او بگیرد. هم‌زمان، یک کارخانه‌دار و یک دانشمند روسی می‌خواهند از فناوری‌اش علیه خودش استفاده کنند.
بلافاصله بعد از موفقیت مرد آهنی در مه ۲۰۰۸، مارول استودیوز اعلام کرد که در حال کار کردن بر روی مرد آهنی ۲ است. فاورو به عنوان کارگردان به پروژه بازگشت و جاستین ثرو استخدام شد تا فیلم‌نامه را بر پایهٔ داستانی از فاورو و داونی بنویسد. در اکتبر ۲۰۰۸، داونی قرارداد چهارفیلمه‌ای که شامل فیلم اول هم می‌شد با مارول امضاء کرد. دان چیدل جانشین ترنس هاوارد در نقش جیمز رودز شد. جکسون پس از مرد آهنی قراردادی امضاء کرد تا در ۹ فیلم از فیلم‌های مارول بازی کند. اسکارلت جوهانسون هم برای بازی در نقش عنکبوت سیاه انتخاب شد. فیلمبرداری در ۶ آوریل ۲۰۰۹ در پاسادینا، کالیفرنیا آغاز شد. بیشتر فیلمبرداری در منهتن بیچ، کالیفرنیا انجام گرفت. لوکیشن‌های دیگر شامل پایگاه هوایی ادواردز، موناکو و سد سپولودا بود. مراسم فرش قرمز مرد آهنی ۲، ۲۶ آوریل ۲۰۱۰، در سالن سینمای ال کاپیتان در لس‌آنجلس برگزار شد و بین ۲۸ آوریل تا ۷ مه به صورت جهانی و در ۷ مه در آمریکای شمالی اکران گردید.
سازندگان این فیلم با استفاده از سپر کاپیتان آمریکا به اشاره کردن به شخصیت‌های دیگر دنیای سینمایی مارول ادامه دادند. در صحنه‌های پس از تیتراژ پایانی، پیدا شدن چکش ثور در دهانهٔ آتش‌فشان نشان داده می‌شود.

### ثور (۲۰۱۱)
زمانی که ثور، شاهزادهٔ آزگارد، جنگی به راه می‌اندازد، قدرت‌هایش از او گرفته می‌شوند و او به زمین تبعید می‌شود. در همین حال برادرش لوکی سعی می‌کند تا تاج و تخت را به دست بیاورد و ثور باید توانایی‌ها و ارزشمندی‌اش را اثبات کند.
بعد از این که مارول حق ساخت این فیلم را از سونی پیکچرز گرفت، مارک پروتوسویچ در آوریل ۲۰۰۶ برای نوشتن فیلم‌نامه استخدام شد. در آوریل ۲۰۰۷، مارول متیو وان را برای کارگردانی این فیلم برگزید، اما او در مه ۲۰۰۸ از پروژه کنار کشید. کنت برانا در سپتامبر ۲۰۰۸ جانشین وان شد. در مه ۲۰۰۹، کریس همسورث در حال مذاکره برای بازی در نقش اصلی فیلم بود و تام هیدلستون برای بازی در نقش لوکی انتخاب شده بود. در قرارداد هر دوی این بازیگران، ظاهر شدن در چندین فیلم دیگر هم ذکر شده بود. مارول اشلی میلر و زک استنتز را استخدام کرد تا فیلم‌نامه‌ای جدید برای فیلم بنویسند، که بعداً توسط دن پاین بازنویسی شد. فیلمبرداری در ۱۱ ژانویه ۲۰۱۰ در لس‌آنجلس، کالیفرنیا آغاز شد و بعد از آن در ماه مارس به گالیستئو، نیومکزیکو رفت. فرش قرمز بین‌المللی ثور در ۱۷ آوریل ۲۰۱۱ در سیدنی برگزار شد و مراسم مشابهی در ۲ مه در ایالات متحده برگزار گردید. بین ۲۱ تا ۳۰ آوریل فیلم به صورت جهانی اکران شد و ۶ مه در ایالات متحده اکران گردید.
کلارک گرگ که در فیلم‌های مرد آهنی و مرد آهنی ۲ در نقش مأمور شیلد، فیل کولسن بازی کرده بود، در ثور هم این نقش را تکرار کرد. او دراین‌باره گفت: «مأمور کولسن از شخصیت‌هایی نیست که واقعاً توی کمیک بوده‌است و او نقش کوچکی در مرد آهنی داشت؛ و من خیلی خوش‌شانس بودم که آن‌ها تصمیم گرفتند این شخصیت را بسط دهند و از آن در این دنیا بیشتر استفاده کنند.» جرمی رنر بعد از این که برای بازی در نقش شاهین‌چشم در فیلم انتقام‌جویان انتخاب شد، در سکانس کوتاهی در این فیلم نیز حضور یافت. در سکانس‌های بعد از تیتراژ فیلم، لوکی در حال مشاهده گفتگوی سلویگ و نیک فیوری دربارهٔ «تسرکت» دیده می‌شود. این سکانس توسط جاس ویدون کارگردان انتقام‌جویان کارگردانی شده‌است. استلان اسکارشگورد، بازیگر نقش سلویگ، گفت که این صحنه در فیلم‌نامه‌ای که ابتدا او خوانده نبوده و وقتی که با بازی در انتقام‌جویان موافقت کرده، صفحات این سکانس برای او فرستاده شده‌است.

### کاپیتان آمریکا: نخستین انتقام‌جو (۲۰۱۱)
در سال ۱۹۴۲، استیو راجرز می‌خواهد به ارتش آمریکا برای جنگ با نازی‌ها بپیوندد، اما فیزیک بدنی مناسبی ندارد و درخواستش رد می‌شود. او سپس عضو یک عملیات محرمانهٔ ارتش می‌شود و با استفاده از فناوری خاصی، توان بدنی‌اش افزایش یافته و به کاپیتان آمریکا تبدیل می‌گردد. او باید با کله‌سرخ، رئیس بخش تسلیحات نازی‌ها مبارزه کند.
در آوریل ۲۰۰۶، مارول، دیوید سلف را برای نوشتن فیلم‌نامه کاپیتان آمریکا استخدام کرد. در نوامبر ۲۰۰۸، جو جانستون برای کارگردانی انتخاب شد. و کریستوفر مارکوس و استیون مک‌فیلی برای بازنویسی فیلم‌نامه استخدام شدند. در مارس ۲۰۱۰، کریس ایوانز برای بازی در نقش کاپیتان آمریکا و هوگو ویوینگ برای بازی در نقش کله‌سرخ انتخاب شدند. فیلم‌برداری در ۲۸ ژوئن ۲۰۱۰ در بریتانیا آغاز شد، و در شهرهای لندن، کرونت، منچستر و لیورپول انجام گرفت. فرش قرمز فیلم در ۱۱ ژوئیه ۲۰۱۱ در لس‌آنجلس برگزار شد و ۲۲ ژوئیه ۲۰۱۱، در آمریکای شمالی اکران گردید و اکران جهانی از ۲۷ ژوئیه آغاز شد.
تسرکت که در سکانس بعد از تیتراژ ثور نشان داده می‌شود، به عنوان مک‌گافین در این فیلم به نمایش درمی‌آید. دومینیک کوپر در این فیلم در نقش هاوارد استارک، پدر تونی استارک ظاهر می‌شود، که در فیلم در حال برگزاری نمایشگاه استارک دیده می‌شود، همان نمایشگاهی که تونی مرد آهنی ۲ برگزار می‌کند. در سکانس بعد از تیتراژ فیلم، فیوری در حال خبر دادن مأموریتی برای نجات دنیا به کاپیتان آمریکا دیده می‌شود و تیزری از فیلم انتقام‌جویان نمایش داده می‌شود.

### انتقام‌جویان مارول (۲۰۱۲)
نیک فیوری، رئیس شیلد، ابرقهرمانانی هم‌چون مرد آهنی، ثور، کاپیتان آمریکا، هالک، عنکبوت سیاه و شاهین‌چشم را گرد هم می‌آورد تا با لوکی، برادر ثور، که قصد تسخیر زمین را دارد، مبارزه کنند.
زک پن، که فیلم‌نامهٔ هالک شگفت‌انگیز را نوشته بود، در ژوئن ۲۰۰۷ برای نوشتن فیلم‌نامهٔ این فیلم استخدام شد. در آوریل ۲۰۱۰، جاس ویدون برای کارگردانی و بازنگری در فیلم‌نامهٔ پن قرارداد بست. مارول اعلام کرد که ادوارد نورتون نقش هالک را تکرار نخواهد کرد و در ژوئیه ۲۰۱۰، مارک رافالو را جانشین وی اعلام کرد. داونی، ایوانز، همسورث، جوهانسون، رنر و هیدلستون همگی نقش‌های خود در فیلم‌های قبلی را تکرار کردند. در آوریل ۲۰۱۱، فیلمبرداری در البوکرکی آغاز شد و در ماه اوت به کلیولند انتقال یافت، و در سپتامبر به نیویورک رفت. فرش قرمز آن ۱۱ آوریل ۲۰۱۱ در لس‌آنجلس برگزار شد و ۴ مه در آمریکای شمالی اکران گردید.
گوئینت پالترو که در فیلم‌های مرد آهنی و مرد آهنی ۲ در نقش پپر پاتس ظاهر شده بود، به اصرار داونی در این فیلم هم حضور یافت. پیش از این، ویدون قصد نداشت از شخصیت‌های مکمل فیلم‌های دیگر استفاده کند. آوی آراد گفت که سونی پیکچرز و دیزنی دربارهٔ استفاده از برج آزکورپ در نقطهٔ اوج فیلم انتقام‌جویان مذاکره کردند، ولی فایگی گفت که این توافق حتی به اجرایی شدن نزدیک هم نبود. در سکانس‌های بعد از تیتراژ فیلم، تانوس، ابرتبهکار دنیای مارول دیده می‌شود.

## فاز دو
| فیلم                         | تاریخ انتشار در ایالات متحده | کارگردان         | نویسنده                                        | تهیه‌کننده  |
| ---------------------------- | ---------------------------- | ---------------- | ---------------------------------------------- | ---------- |
| مرد آهنی ۳                   | ۳ مه ۲۰۱۳                    | شین بلک          | درو پی‌یرس و شین بلک                            | کوین فایگی |
| ثور: دنیای تاریک             | ۸ نوامبر ۲۰۱۳                | آلن تیلور        | کریستوفر یاست، کریستوفر مارکوس و استیون مک‌فیلی | کوین فایگی |
| کاپیتان آمریکا: سرباز زمستان | ۴ آوریل ۲۰۱۴                 | آنتونی و جو روسو | کریستوفر مارکوس و استیون مک‌فیلی                | کوین فایگی |
| نگهبانان کهکشان              | ۱ اوت ۲۰۱۴                   | جیمز گان         | جیمز گان و نیکول پرلمن                         | کوین فایگی |
| انتقام‌جویان: عصر اولتران     | ۱ مه ۲۰۱۵                    | جاس ویدون        | جاس ویدون                                      | کوین فایگی |
| مرد مورچه‌ای                  | ۱۷ ژوئیه ۲۰۱۵                | پیتون رید        | ادگار رایت، جو کرنیش، آدام مک‌کی و پل راد       | کوین فایگی |

### مرد آهنی ۳ (۲۰۱۳)
تونی استارک با دشمن قدرتمندی به نام مندرین روبه‌رو می‌شود که به خانه‌اش حمله کرده و آن را نابود می‌کند. او که از اختلال تنش‌زای پس از رویداد رنج می‌برد، باید با امکاناتی کم، از یک سری انفجارهای مرموز سر در بیاورد.
اواخر سال ۲۰۱۰، مارول و دیزنی اعلام کردند در حال کار بر روی قسمت بعدی مرد آهنی هستند. در فوریه ۲۰۱۱، مارول شن بلک را برای کارگردانی مرد آهنی ۳ استخدام کرد. بلک به همراه درو پیرس فیلم‌نامه را نوشت. داونی، پالترو و چیدل نقش‌های خود در مرد آهنی ۲ را در این فیلم تکرار کردند و گای پیرس و بن کینگزلی هم به ترتیب در نقش آلدریچ کیلیان و ترور اسلتری به فیلم پیوستند. فیلمبرداری در مه ۲۰۱۲ در کارولینای شمالی آغاز شد. بقیه فیلمبرداری در فلوریدا، چین و لس‌آنجلس انجام گردید. مراسم فرش قرمز مرد آهنی ۳ ۱۴ آوریل ۲۰۱۳ در پاریس و ۲۴ آوریل در لس‌آنجلس برگزار شد. ۲۵ آوریل فیلم به صورت بین‌المللی و ۳ مه در ایالات متحده اکران شد.
داستان فیلم شش ماه پس از رویدادهای انتقام‌جویان روی می‌دهد. تونی استارک بعد از نبرد نیویورک دچار پی‌تی‌اس‌دی شده‌است. رافالو در سکانس‌های پس از تیتراژ فیلم در نقش دکتر بروس بنر ظاهر می‌شود. او دربارهٔ این سکانس گفت: «داشتند فیلم رو تموم می‌کردند که من رابرت [داونی جونیور] رو در مراسم اسکار دیدم و به من گفت چطوره یه روز بیای و فیلمبرداری کنیم؟ گفتم شوخی می‌کنی؟ بنگ! بیا انجامش بدیم!»

### ثور: دنیای تاریک (۲۰۱۳)
ثور دوباره به جین فاستر می‌پیوندد و هم‌زمان سریالی از سیاه‌چاله‌ها شروع به ظاهر شدن در دنیا می‌کنند. ثور درمی‌یابد که ملکیت به همراه سپاهی از الف‌ها قصد دارند دنیا را نابود کنند. ثور باید به کمک برادر زندانی‌اش جلوی این اتفاق را بگیرد.
ساخت دنبالهٔ ثور در سال ۲۰۱۱ اعلام شد و گفته شد همسورث نقشش را تکرار خواهد کرد. هیدلستون بازگشتش را در سپتامبر تأیید کرد، و در ماه دسامبر آلن تیلور برای کارگردانی قرارداد امضاء کرد. عنوان فیلم در کامیک‌کان سن‌دیگو در ژوئیه ۲۰۱۲، ثور: دنیای تاریک اعلام شد، یک ماه بعد کریستوفر اکلستون برای نقش ملکیت انتخاب شد. تولید فیلم در سپتامبر ۲۰۱۲ در ساری آغاز شد و بقیه فیلمبرداری در لندن و ایسلند انجام گرفت. فرش قرمز فیلم در ۲۳ اکتبر ۲۰۱۳ در لندن برگزار شد. ۳۰ اکتبر ۲۰۱۳ به صورت جهانی و ۸ نوامبر در آمریکای شمالی اکران گردید.
داستان فیلم یک سال پس از اتفاقات انتقام‌جویان رخ می‌دهد. ایوانز به صورت کوتاه در نقش کاپیتان آمریکا در فیلم ظاهر می‌شود. جیمز گان، کارگردان نگهبانان کهکشان، سکانس بعد از پایان تیتراژ فیلم را کارگردانی کرده که در آن بنیسیو دل تورو در نقش گرد آوردنده ظاهر می‌شود. گان در این مورد گفت: «صبح فیلم‌نامه به دستم رسید و من آن را در دو ساعت و در پایان روز با گروه دوم فیلمبرداری نگهبانان کهکشان انجام دادم.»

### کاپیتان آمریکا: سرباز زمستان (۲۰۱۴)

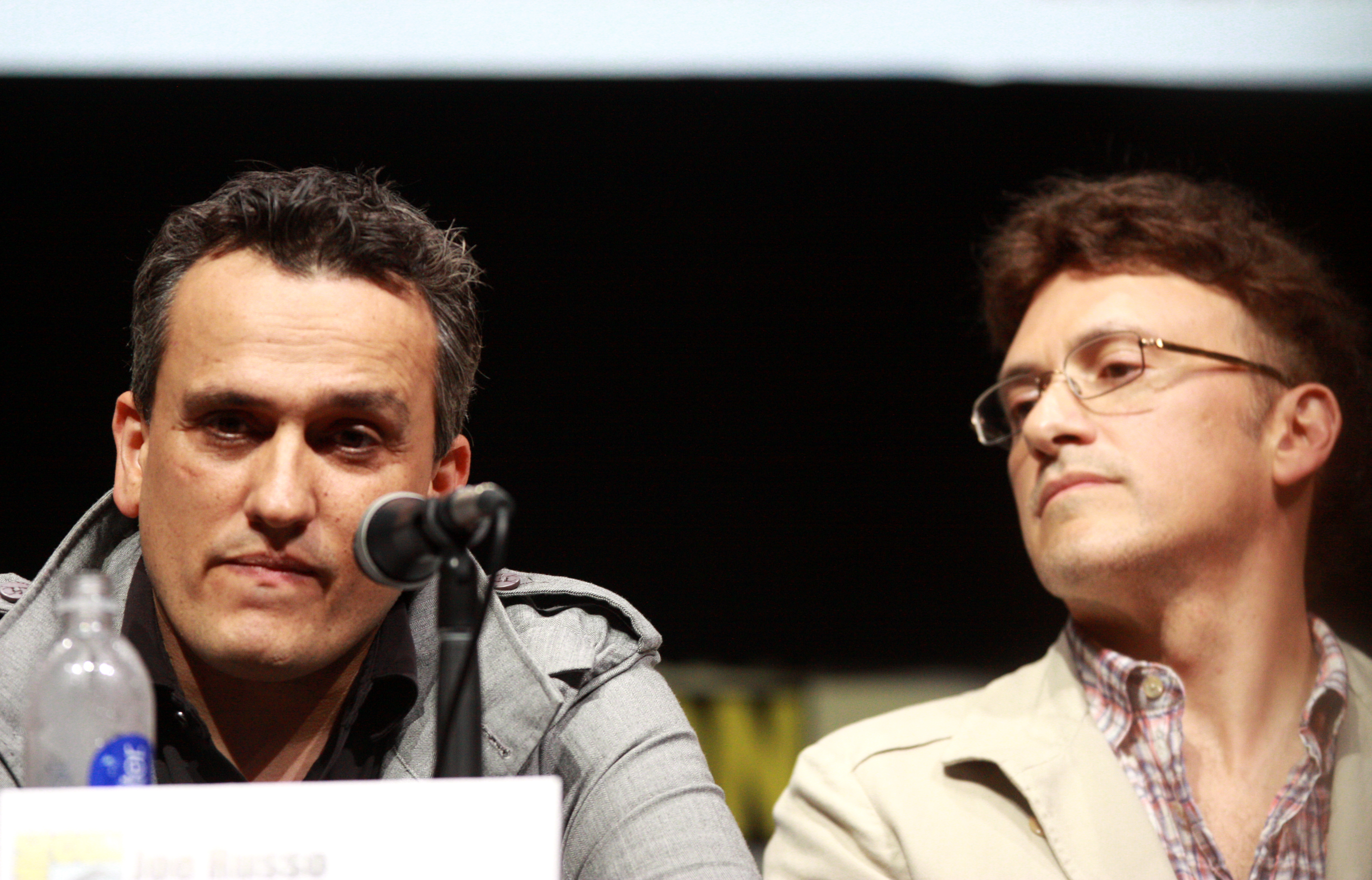
آنتونی و جو روسو، کارگردانان کاپیتان آمریکا: سرباز زمستان

استیو راجرز که هم‌اکنون برای شیلد کار می‌کند، با ناتالیا رومانوف و شاهین متحد می‌شود تا پی‌گیر یک توطئهٔ مرموز و قاتلی به نام سرباز زمستان که در آن دست دارد، بشود.
در آوریل ۲۰۱۲ اعلام شد که دنبالهٔ کاپیتان آمریکا: نخستین انتقام‌جو ساخته خواهد شد. آنتونی و جو روسو در ژوئن برای کارگردانی این فیلم استخدام شدند، عنوان فیلم رسماً کاپیتان آمریکا: سرباز زمستان اعلام شد. ایوانز و جکسون نقش‌های خود را تکرار کردند و جوهانسون هم برای ایفای نقش عنکبوت سیاه بازگشت. سباستین استن که در کاپیتان آمریکا: نخستین انتقام‌جو در نقش باکی بارنز ظاهر شده بود، در این فیلم در نقش سرباز زمستان ظاهر شد. فیلمبرداری در آوریل ۲۰۱۳ در منهتن بیچ، کالیفرنیا آغاز شد و در واشینگتن دی‌سی و اوهایو ادامه یافت. فرش قرمز فیلم ۱۳ مارس ۲۰۱۴ در لس‌آنجلس برگزار شد. کاپیتان آمریکا: سرباز زمستان به صورت جهانی در ۲۶ مارس و ۴ آوریل در آمریکای شمالی اکران شد.
داستان فیلم دو سال بعد از اتفاقات انتقام‌جویان رخ می‌دهد. نام استیون استرنج، هویت اصلی شخصیت دکتر استرنج در این فیلم توسط جاسپر سیت ول ذکر می‌شود. نسخه جدیدی از برج استارک، به نام برج انتقام‌جویان در فیلم معرفی می‌شود. ویدون سکانس بعد از تیتراژ پایانی فیلم را کارگردانی کرده که در آن بارون استراکر (توماس کرتشمن)، کوئیک‌سیلور (آرون تایلر-جانسون) و جادوگر سرخ (الیزابت اولسن) از فیلم انتقام‌جویان: عصر اولتران دیده می‌شوند. رویداد مهم فیلم یعنی نفوذ هایدرا در سازمان شیلد و انحلال آن، در شش اپیزود پایانی فصل نخست سریال مأموران شیلد که در دنیای سینمایی مارول روی می‌دهد، بازتاب داده شد.

### نگهبانان کهکشان (۲۰۱۴)

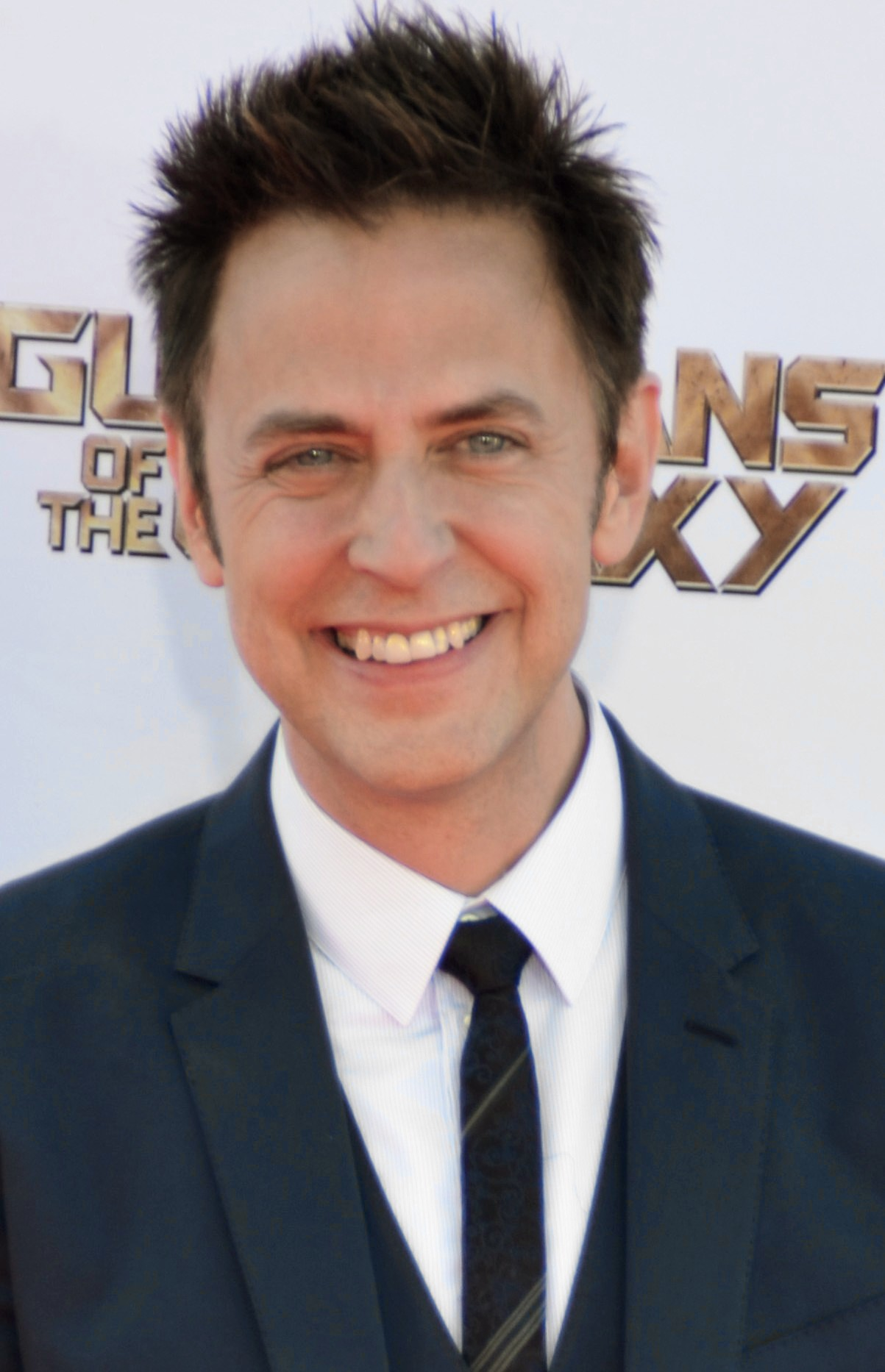
جیمز گان کارگردان فیلم

استار-لرد / پیتر کوییل به همراه گروهی متشکل از گامورا، راکت، درکس و گروت باید با تبهکاری به نام رونان مبارزه کنند.
نیکول پرلمن نوشتن فیلم‌نامهٔ این فیلم را در سال ۲۰۰۹ آغاز کرد. مارول در ژوئیه ۲۰۱۲ اعلام کرد که در کار بر روی این پروژه است. این فیلم را جیمز گان بر پایهٔ فیلم‌نامه‌ای از خودش و پرلمن کارگردانی کرده‌است. در فوریه ۲۰۱۳، کریس پرت برای نقش پیتر کوئیل انتخاب شد. این فیلم در استودیوی شپرتون و لندن، از ژوئیه تا اکتبر ۲۰۱۳ فیلمبرداری شد، و کارهای پس‌تولید در ۷ ژوئیه ۲۰۱۴ به پایان رسید. فرش قرمز فیلم ۲۱ ژوئیه ۲۰۱۴ در هالیوود برگزار شد. نگهبانان کهکشان ۳۱ ژوئیه ۲۰۱۴ در بریتانیا و ۱ اوت در آمریکای شمالی اکران شد.
جاش برولین در نقش تانوس در این فیلم ظاهر می‌شود، ابرتبهکاری که قبلاً در سکانس بعد از تیتراژ انتقام‌جویان ظاهر شده بود. گان اعلام کرده که اتفاقات فیلم به انتقام‌جویان: جنگ ابدیت مرتبط خواهد بود. نژاد رونان، یعنی کری، قبلاً در اپیزودی از سریال مأموران شیلد معرفی شده بود.

### انتقام‌جویان: عصر اولتران (۲۰۱۵)
مرد آهنی، کاپیتان آمریکا، ثور، هالک، عنکبوت سیاه و شاهین‌چشم باید با هم با موجودی به نام اولتران مبارزه کنند که یک هوش مصنوعی است و قصد دارد بشریت را نابود سازد. در همین حال به کوئیک‌سیلور، جادوگر سرخ و ویژن برمی‌خورند.
ساخت دنبالهٔ انتقام‌جویان در مه ۲۰۱۲ و بلافاصله بعد از انتشار فیلم اول اعلام شد. در اوت ۲۰۱۲، ویدون برای کارگردانی و نویسندگی این فیلم بازگشت. در ژوئن ۲۰۱۳، رابرت داونی جونیور برای بازی در قسمت دوم و سوم انتقام‌جویان، قرارداد امضاء کرد. در ۲۰ ژوئیه ۲۰۱۳، ویدون در کامیک‌کان سن‌دیگو، اعلام کرد که عنوان فیلم عصر اولتران خواهد بود. در اوت ۲۰۱۳، اعلام شد جیمز اسپیدر در نقش اولتران بازی خواهد کرد. واحد دوم فیلمبرداری، کار خود را از ۱۱ فوریه ۲۰۱۴ در ژوهانسبورگ آغاز کرد. فیلمبرداری اصلی از مارس ۲۰۱۴، در استودیوهای شپرتون در ساری انگلستان شروع شد، و بقیه فیلمبرداری در ایتالیا و واله دائوستا در کره جنوبی انجام شد. فیلمبرداری در ۶ اوت ۲۰۱۴ به پایان رسید. فرش قرمز این فیلم، ۱۳ آوریل ۲۰۱۵ در لس‌آنجلس برگزار شد. انتقام‌جویان: عصر اولتران ۲۲ آوریل ۲۰۱۵ به صورت جهانی و ۱ مه ۲۰۱۵ در آمریکای شمالی اکران شد.

### مرد مورچه‌ای (۲۰۱۵)
اسکات لنگ باید پا جای استادش بگذارد و از فناوری مرد مورچه‌ای استفاده کند، که به او اجازه می‌دهد اندازهٔ بدنش را کوچک و در عین حال قدرتش را افزایش دهد و با استفاده از این فناوری از زمین دفاع کند.
مرد مورچه‌ای را پیتون رید کارگردانی کرده و فیلم‌نامهٔ آن را آدام مک‌کی و پل راد بر پایهٔ داستانی از ادگار رایت و جو کرنیش نوشته‌اند. ابتدا ادگار رایت برای کارگردانی و نویسندگی فیلم استخدام شده بود، اما او در مه ۲۰۱۴ پروژه را به دلیل اختلافات ترک کرد. در ژانویه ۲۰۱۳ فایگی تأیید کرد این فیلم، نخستین فیلم فاز سوم دنیای سینمایی مارول خواهد بود. با این وجود در اکتبر ۲۰۱۴، اعلام شد که این فیلم، آخرین فیلم فاز دوم خواهد بود. پیش‌تولید در اکتبر ۲۰۱۳ آغاز شد، فیلمبرداری از اوت تا دسامبر ۲۰۱۴ در سان‌فرانسیسکو، شهرستان فایت، جورجیا و داونتاون آتلانتا انجام شد. پل راد در دسامبر ۲۰۱۳ در نقش مرد مورچه‌ای انتخاب شد و در ژانویه ۲۰۱۴ به دنبال او، مایکل داگلاس در نقش هنک پیم انتخاب شد. فرش قرمز اکران جهانی مرد مورچه‌ای ۲۹ ژوئن ۲۰۱۵ در لس‌آنجلس برگزار شد. این فیلم ۱۷ ژوئیه ۲۰۱۵ در آمریکای شمالی اکران شد.

## فاز سه
| فیلم                        | تاریخ انتشار در ایالات متحده | کارگردان             | نویسنده                                                                                 | تهیه‌کننده                 |
| --------------------------- | ---------------------------- | -------------------- | --------------------------------------------------------------------------------------- | ------------------------- |
| کاپیتان آمریکا: جنگ داخلی   | ۶ مه ۲۰۱۶                    | آنتونی و جو روسو     | کریستوفر مارکوس و استیون مک‌فیلی                                                         | کوین فایگی                |
| دکتر استرنج                 | ۴ نوامبر ۲۰۱۶                | اسکات دریکسون        | جان اسپیتز، اسکات دریکسون و رابرت کرگیل                                                 | کوین فایگی                |
| نگهبانان کهکشان بخش ۲       | ۵ مه ۲۰۱۷                    | جیمز گان             | جیمز گان                                                                                | کوین فایگی                |
| مرد عنکبوتی: بازگشت به خانه | ۷ ژوئیه ۲۰۱۷                 | جان واتس             | جاناتان گلداستاین و جان فرانسیس دالی و جان واتس، کریستوفر فورد، کریس مک‌کنا و اریک سامرز | کوین فایگی و امی پاسکال   |
| ثور: رگناروک                | ۳ نوامبر ۲۰۱۷                | تایکا وایتیتی        | اریک پیرسون                                                                             | کوین فایگی                |
| پلنگ سیاه                   | ۱۶ فوریه ۲۰۱۸                | رایان کوگلر          | جو رابرت کول و رایان کوگلر                                                              | کوین فایگی                |
| انتقام‌جویان: جنگ ابدیت      | ۲۷ آوریل ۲۰۱۸                | آنتونی و جو روسو     | کریستوفر مارکوس و استیون مک‌فیلی                                                         | کوین فایگی                |
| مرد مورچه‌ای و زنبورک        | ۶ ژوئیه ۲۰۱۸                 | پیتون رید            | اندرو برر، گابریل فراری و پل راد                                                        | کوین فایگی و استفن بروسرد |
| کاپیتان مارول               | ۸ مارس ۲۰۱۹                  | آنا بودن و رایان فلک | جنوا رابرتسون-دووت                                                                      | کوین فایگی                |
| انتقام‌جویان: پایان بازی     | ۲۶ آوریل ۲۰۱۹                | آنتونی و جو روسو     | کریستوفر مارکوس و استیون مک‌فیلی                                                         | کوین فایگی                |
| مرد عنکبوتی: دور از خانه    | ۵ ژوئیه ۲۰۱۹                 | جان واتس             | کریس مک‌کنا و اریک سامرز                                                                 | کوین فایگی و ایمی پاسکال  |

### کاپیتان آمریکا: جنگ داخلی (۲۰۱۶)
انتقام‌جویان به دو گروه مخالف تقسیم می‌شوند. یکی به رهبری کاپیتان آمریکا و دیگری به رهبری مرد آهنی. گروه اول قانون به زیر نظر درآمدن ابرقهرمانان را قبول ندارد ولی گروه دوم معتقد است باید آن را امضا کرد. همین موضوع این دو گروه را در مقابل هم قرار می‌دهد.
تا ژانویه ۲۰۱۴، برادران روسو برای بازگشت به پروژه ساخت دنبالهٔ دیگری از کاپیتان آمریکا قرارداد امضاء کرده بودند و آن‌ها در مارس ۲۰۱۴ با تأیید این موضوع، اعلام کردند که کریس ایوانز برای بازی در نقش اصلی، کوین فایگی در نقش تهیه‌کننده و کریستوفر مارکوس و استیون مک‌فیلی به عنوان نویسندگان فیلم بازخواهند گشت. در اکتبر ۲۰۱۴، عنوان رسمی فیلم جنگ داخلی اعلام شد و همچنین مشخص شد که رابرت داونی جونیور در این فیلم در نقش تونی استارک/مرد آهنی ظاهر خواهد شد. داستان فیلم قرار است از کمیک‌بوک‌های «جنگ داخلی» اقتباس شود. این فیلم، اولین فیلم فاز سوم مارول است. فیلمبرداری از آوریل ۲۰۱۵ آغاز شد و در اوت ۲۰۱۵ به پایان رسید. فرش قرمز فیلم ۱۲ آوریل ۲۰۱۶ در هالیوود برگزار شد و از ۲۷ آوریل به صورت جهانی و در ۶ مه در آمریکای شمالی اکران شد.
داستان فیلم یک سال پس از انتقام‌جویان: عصر اولتران رخ می‌دهد. کاپیتان آمریکا: جنگ داخلی تام هالند را در نقش پیتر پارکر / مرد عنکبوتی و چادویک بوزمن را در نقش پلنگ سیاه در دنیای سینمایی مارول معرفی می‌کند که فیلم جداگانهٔ هر کدام به ترتیب در سال‌های ۲۰۱۷ و ۲۰۱۸ اکران می‌شود. در صحنه‌های میانی پس از تیتراژ که کشور واکاندا نمایش داده می‌شود، برادران روسو از رایان کوگلر کارگردان فیلم پلنگ سیاه برای طراحی‌اش کمک گرفتند.

### دکتر استرنج (۲۰۱۶)
بعد از این که استیون استرنج، بهترین جراح اعصاب دنیا، به خاطر تصادف حرفه‌اش نابود می‌شود، سفری را آغاز می‌کند تا دستانش را درمان کند. در این سفر به انشنت وان برمی‌خورد و با دنیای جدیدی آشنا می‌شود و به او جادو و هنرهای رازآلود آموزش داده می‌شود.
در ژوئن ۲۰۱۰، توماس دین دانلی و جاشوا اوپنهایمر برای نوشتن فیلم‌نامهٔ دکتر استرنج استخدام شدند. در ژانویه ۲۰۱۳، کوین فایگی تأیید کرد که دکتر استرنج در فیلم‌های فاز سوم مارول حضور خواهد داشت. در ژوئن ۲۰۱۴، اسکات دریکسون برای کارگردانی استخدام شد. در دسامبر ۲۰۱۴، بندیکت کامبربچ برای بازی در نقش دکتر استرنج انتخاب شد و جان اسپیتز برای بازنویسی فیلم‌نامه استخدام گردید. پیش‌تولید از ژوئن ۲۰۱۴ آغاز شده و فیلمبرداری آن در نوامبر ۲۰۱۵ در نپال آغاز شد و در آوریل ۲۰۱۶ در نیویورک سیتی پایان یافت. فرش قرمز دکتر استرنج در ۱۳ اکتبر ۲۰۱۶ در هنگ کنگ برگزار شد و در ۴ نوامبر ۲۰۱۶ در ایالات متحده اکران گردید.
دریکسون اعلام کرده که اتفاقات فیلم در طول یک سال روی می‌دهد و پایان آن با زمان بقیه داستان‌های دنیای سینمایی مارول در یک‌جاست. در این فیلم چشم آگماتو معرفی می‌شود که می‌تواند زمان را دست‌خوش تغییر کند، هم‌چنین در پایان مشخص می‌شود آن یکی از سنگ‌های ابدیت (سنگ زمان) است. در سکانس میانی تیتراژ، استرنج با ثور ملاقات می‌کند که آماده‌سازی برای اتفاقات فیلم ثور: رگنراک است. این سکانس توسط تایکا وایتیتی کارگردان رگنراک کارگردانی شده‌است.

### نگهبانان کهکشان بخش ۲ (۲۰۱۷)
نگهبانان کهکشان در فضا سفر می‌کنند و سعی می‌کنند خانوادهٔ تازه شکل‌گرفته‌شان را حفظ کنند، هم‌زمان پیتر کوییل با پدر و مادرش بیشتر آشنا می‌شود.
در ژوئیه ۲۰۱۴، نیکول پرلمن از نویسندگان نگهبانان کهکشان اعلام کرد که جیمز گان برای نوشتن و کارگردانی قسمت دوم این فیلم بازخواهد گشت. کریس پرت در نقش پیتر کوییل در این فیلم بازمی‌گردد، هم‌چنین بقیهٔ بازیگران قبلی و چند بازیگر اضافه شده از جمله پام کلمنتیئف و کرت راسل که در این فیلم حضور دارند.
در ژوئن ۲۰۱۵ نام نگهبانان کهکشان بخش ۲ برای این فیلم انتخاب شد. فیلمبرداری در فوریه ۲۰۱۶ در پاینوود آتلانتا آغاز شد و در ژوئن ۲۰۱۶ به پایان رسید. فرش قرمز نگهبانان کهکشان ۲، ۱۴ آوریل ۲۰۱۷ در توکیو برگزار شد و در ۵ مه ۲۰۱۷ اکران شد.
داستان فیلم دو تا سه ماه پس از اتفاقات فیلم اول روی می‌دهد.

### مرد عنکبوتی: بازگشت به خانه (۲۰۱۷)
پیتر پارکر سعی می‌کند در زندگی‌اش میان یک دانش‌آموز دبیرستانی بودن و مرد عنکبوتی بودن تعادل برقرار کند.
در ۹ فوریه ۲۰۱۵، سونی پیکچرز و مارول اعلام کردند که سونی فیلمی مستقل از مرد عنکبوتی را به تهیه‌کنندگی کوین فایگی و امی پاسکال منتشر خواهد کرد و مالکیت، تأمین بودجه، توزیع و نظارت بر ایده‌های داستانی همچنان در اختیار سونی خواهد بود. در آوریل ۲۰۱۵ فایگی تأیید کرد که مرد عنکبوتی، پیتر پارکر خواهد بود و این که مارول از اکتبر ۲۰۱۴ و از زمانی که ساخت فیلم‌های فاز سوم خود را اعلام کرد، در حال کار بر روی وارد کردن شخصیت مرد عنکبوتی به دنیای سینمایی مارول بوده‌است. در ژوئن ۲۰۱۵، تام هالند برای بازی در نقش مرد عنکبوتی و جان واتس برای کارگردانی این فیلم انتخاب شد. در ژوئیه ۲۰۱۵، جان فرانسیس دالی و جاناتان گلداستاین به عنوان فیلم‌نامه‌نویسان این فیلم انتخاب شدند. دیگر فیلم‌نامه‌نویسان این فیلم عبارتند از: جان واتس، کریستوفر فورد، کریس مک‌کنا و اریک سامرز. در آوریل ۲۰۱۶ اعلام شد که نام فیلم مرد عنکبوتی: بازگشت به خانه خواهد بود. تولید فیلم در ژوئن ۲۰۱۶ در پاین‌وود آتلانتا آغاز شد و در اکتبر ۲۰۱۶ به پایان رسید. فرش قرمز و افتتاحیهٔ فیلم در ۲۸ ژوئن ۲۰۱۷ در هالیوود برگزار شد و این فیلم در ۵ ژوئیه ۲۰۱۷ در بریتانیا و ۷ ژوئیه در ایالات متحده اکران شد.
اتفاقات فیلم کمی بعد از اتفاقات فیلم کاپیتان آمریکا: جنگ داخلی روی می‌دهد. در آوریل ۲۰۱۶، فایگی تأیید کرد که دیگر شخصیت‌هایی که قبلاً هم در دنیای سینمایی مارول حضور داشته‌اند، در این فیلم خواهند بود. کمی بعد نیز تأیید شد رابرت داونی جونیور در نقش تونی استارک/مرد آهنی در فیلم خواهد بود. هم‌چنین حضور جان فاورو در نقش هپی هوگان نیز تأیید شد.

### ثور: رگنراک (۲۰۱۷)
ثور در دنیایی دیگر بدون چکشش زندانی شده، باید در دوئلی با دوست قدیمی‌اش هالک جان سالم به در ببرد و به موقع به آزگارد برسد تا جلوی هلا و وقوع رگنراک را بگیرد.
در ژانویه ۲۰۱۴، مارول اعلام کرد که فیلم سوم ثور در دست آماده‌سازی است و کریگ کایل و کریستوفر یاست فیلم‌نامه را می‌نویسند. عنوان رسمی فیلم در اکتبر ۲۰۱۴، ثور رگنراک اعلام شد. تا اکتبر ۲۰۱۵، تایکا وایتیتی برای کارگردانی فیلم وارد مذاکره شده بود. در دسامبر ۲۰۱۵ استفانی فالسوم برای بازنویسی فیلم‌نامه استخدام شد. یک سال بعد در ژانویه ۲۰۱۷، اعلام شد که اریک پیرسون فیلم‌نامهٔ فیلم را نوشته و کایل، یاست و فالسوم نیز در طراحی داستان نقش داشته‌اند. همسورث، هیدلستون، ادریس البا و آنتونی هاپکینز نقش‌های خود در فیلم‌های قبلی ثور را تکرار می‌کنند و کیت بلانشت نیز در نقش هلا بازی می‌کند. تولید فیلم در ژوئیه ۲۰۱۶ در استرالیا آغاز شد و در اکتبر ۲۰۱۶ به پایان رسید. مراسم فرش قرمز فیلم در ۱۰ اکتبر ۲۰۱۷ در لس‌آنجلس برگزار شد و در ۲۴ اکتبر ۲۰۱۷ در بریتانیا اکران شد. ثور: رگنراک در ۳ نوامبر ۲۰۱۷ در ایالات متحده به روی پرده رفت.
فیلم دو سال بعد از اتفاقات انتقام‌جویان: عصر اولتران و چهار سال پس از ثور: دنیای تاریک روی می‌دهد. مارک روفالو و بندیکت کامبربچ به ترتیب در نقش‌های بروس بنر/هالک و دکتر استیون استرنج در این فیلم ظاهر می‌شوند.

### پلنگ سیاه (۲۰۱۸)
تچالا به کشورش واکاندا بازمی‌گردد تا به عنوان رهبر این کشور و ابرقهرمان با چالش‌های جهانی جدیدی روبه‌رو شود.
در ژانویه ۲۰۱۱ مارک بیلی برای نوشتن فیلم‌نامه پلنگ سیاه استخدام شد. در اکتبر ۲۰۱۴، اعلام شد که چادویک بوزمن نقش پلنگ سیاه را ایفا خواهد کرد. در ژانویه ۲۰۱۶، رایان کوگلر به عنوان کارگردان فیلم انتخاب شد و ماه بعدی، جو رابرت کول به عنوان فیلم‌نامه‌نویس منصوب شد. در آوریل ۲۰۱۶، فایگی تأیید کرد که کوگلر نیز در نوشتن فیلم‌نامه همکاری می‌کند. در ژانویه ۲۰۱۷ فیلم‌برداری در آتلانتا آغاز شد و در آوریل همان سال به پایان رسید. فرش قرمز و مراسم افتتاحیهٔ پلنگ سیاه در ۲۹ ژانویهٔ ۲۰۱۸ در لس آنجلس برگزار شد و در ۱۶ فوریه ۲۰۱۸ به صورت جهانی اکران شد.
رویدادهای فیلم پس از اتفاقات فیلم کاپیتان آمریکا: جنگ داخلی رخ می‌دهد. فلورنس کازومبا، اندی سرکیس، مارتین فریمن و جان کانی نقش‌های قبلی خود در دنیای سینمایی مارول را تکرار می‌کنند.

### انتقام‌جویان: جنگ ابدیت (۲۰۱۸)
انتقام‌جویان که بعد از اتفاقات عصر اولتران و جنگ داخلی از هم پاشیده‌اند، به نگهبانان کهکشان می‌پیوندند تا با تانوس که در صدد به دست آوردن تمامی سنگ‌های ابدیت است، مقابله کنند.
خبر ساخت این فیلم در اکتبر ۲۰۱۴ اعلام شد و گفته شد انتقام‌جویان: جنگ ابدیت - قسمت ۱ نام آن خواهد بود و تاریخ ۴ مهٔ ۲۰۱۸ برای اکران آن مشخص گردید. در آوریل ۲۰۱۵ اعلام شد که آنتونی و جو روسو کارگردانی این فیلم را بر عهده خواهند داشت و کریستوفر مارکوس و استیون مک‌فیلی فیلم‌نامه را می‌نویسند. در ژوئیه ۲۰۱۶، مارول اعلام کرد عنوان فیلم انتقام‌جویان: جنگ ابدیت خواهد بود. جاش برولین که پیش از این چند بار به صورت کوتاه در فیلم‌های دنیای سینمایی مارول در نقش تانوس ظاهر شده بود، در این فیلم به عنوان یکی از شخصیت‌های اصلی، نقش خود را تکرار می‌کند.
فیلمبرداری جنگ ابدیت در ژانویه ۲۰۱۷ در آتلانتا آغاز شد و تا ژوئیه ۲۰۱۷ به درازا انجامید. قسمت‌هایی از فیلم نیز در اسکاتلند فیلمبرداری شد. افتتاحیه و مراسم فرش قرمز این فیلم ۲۳ آوریل در لس آنجلس برگزار شد. انتقام‌جویان: جنگ ابدیت ۲۵ آوریل ۲۰۱۸ به صورت بین‌المللی و ۲۷ آوریل ۲۰۱۸ در ایالات متحده اکران شد.
اتفاقات فیلم چهار سال پس از رویدادهای فیلم نگهبانان کهکشان بخش ۲، سه سال بعد از اتفاقات عصر اولتران و دو سال پس از اتفاقات جنگ داخلی رخ می‌دهد.
مارول پیش از این در فیلم‌های به سنگ‌های ابدیت اشاره کرده بود. تسرکت یا سنگ فضا در کاپیتان آمریکا: نخستین انتقام‌جو، عصای لوکی یا سنگ ذهن در انتقام‌جویان، آثر یا سنگ واقعیت در ثور: دنیای تاریک، اورب یا سنگ قدرت در نگهبانان کهکشان و چشم آگاماتو یا سنگ زمان در دکتر استرنج. هم‌چنین یک سنگ ابدیت دیگر به صورت کوتاه در ثور و انتقام‌جویان: عصر اولتران دیده می‌شود. هم‌چنین در عصر اولتران، تانوس با دستکش بی‌نهایت که در واقع جایگاه سنگ‌های ابدیت است، دیده می‌شود.

### مرد مورچه‌ای و زنبورک (۲۰۱۸)
اسکات لنگ مشغول هماهنگ‌کردن زندگی‌اش با مسئولیت مرد مورچه‌ای بودن است که هنک پیم و هوپ پیم او را به مأموریت جدیدی می‌فرستند؛ وی باید با همکاری هوپ با عنوان زنبورک این کار را انجام دهد.
ساخت مرد مورچه‌ای و زنبورک در اکتبر ۲۰۱۵ اعلام شد و تاریخ ۶ ژوئیه ۲۰۱۸ برای انتشار آن مشخص گردید. پیتون رید در نوامبر ۲۰۱۵ اعلام کرد که برای کارگردانی این فیلم باز خواهد گشت و هم‌چنین بازگشت پل راد و اونجلین لیلی به ترتیب در نقش‌های اسکات لنگ/مرد مورچه‌ای و هوپ پیم/زنبورک تأیید شد. در دسامبر ۲۰۱۵، اعلام شد اندرو برر، گابریل فراری و پل راد فیلم‌نامهٔ فیلم را می‌نویسند. در فوریه ۲۰۱۷، حضور مایکل داگلاس در نقش هنک پیم نیز تأیید شد. فیلم‌برداری در اوت ۲۰۱۷ در آتلانتا آغاز شد و در نوامبر همان سال به پایان رسید. فرش قرمز و افتتاحیهٔ این فیلم در ۲۵ ژوئن ۲۰۱۸ در هالیوود برگزار شد. مرد مورچه‌ای و زنبورک در ۶ ژوئیه ۲۰۱۸ اکران شد.
اتفاقات فیلم بین وقایع کاپیتان آمریکا: جنگ داخلی و انتقام‌جویان: جنگ ابدیت روی می‌دهد.

### کاپیتان مارول (۲۰۱۹)
کارول دنورز بعد از این که زمین به محلی برای درگیری فضایی‌ها تبدیل می‌شود، به کاپیتان مارول یکی از قدرتمندترین ابرقهرمانان کهکشان تبدیل می‌شود.
در مه ۲۰۱۳، هالیوود ریپورتر گزارش داد که مارول در حال کار بر روی فیلم‌نامهٔ دوشیزه مارول است. در اکتبر ۲۰۱۴، اعلام شد که نام این فیلم کاپیتان مارول خواهد بود و شخصیت کارول دنورز در آن حضور دارد. در آوریل ۲۰۱۵، نیکول پرلمن و مگ لفاوه به عنوان فیلم‌نامه‌نویسان این فیلم انتخاب شدند. در کامیک‌کان سن‌دیگو ۲۰۱۶ اعلام شد که بری لارسون در نقش کاپیتان مارول ایفای نقش خواهد کرد. در آوریل ۲۰۱۷، آنا بودن و رایان فلک به عنوان کارگردانان این فیلم انتخاب شدند. در اوت ۲۰۱۷، جنوا رابرتسون-دووت به عنوان فیلم‌نامه‌نویس جانشین لفاوه و پرلمن شد. فیلمبرداری این فیلم در مارس ۲۰۱۸ در کالیفرنیا آغاز شد و در ژوئیه ۲۰۱۸ به پایان رسید. این فیلم در ۸ مارس ۲۰۱۹ اکران شد.
وقایع فیلم در دهه ۱۹۹۰ میلادی رخ می‌دهد. ساموئل ال. جکسون نقش نیک فیوری را در این فیلم تکرار می‌کند و نژاد اسکرول در این فیلم به دنیای سینمایی مارول معرفی می‌شود.

### انتقام‌جویان: پایان بازی (۲۰۱۹)
به دنبال اتفاقات انتقام‌جویان: جنگ ابدیت دنیا در تاریکی و خرابی به سر می‌برد. باقی‌ماندهٔ انتقام‌جویان باید با هم متحد شوند تا خسارات وارده توسط تانوس را جبران کنند و نظم را به دنیا برگردانند.
خبر ساخت این فیلم در اکتبر ۲۰۱۴ اعلام و نام آن انتقام‌جویان: جنگ ابدیت - قسمت ۲ مشخص گردید. در مارس ۲۰۱۵ اعلام شد که آنتونی و جو روسو کارگردانی این فیلم را بر عهده خواهند داشت و کریستوفر مارکوس و استیون مک‌فیلی فیلم‌نامه را می‌نویسند. بعداً اعلام شد که جنگ ابدیت عنوان فیلم اول است و فیلم دوم بدون نام ماند. در دسامبر ۲۰۱۸ عنوان این فیلم آخر بازی اعلام شد. جاش برولین نقش تانوس را تکرار می‌کند و همچنین بسیاری از بازیگران دنیای سینمایی مارول، نقش خود را در این فیلم نیز تکرار می‌کنند. فیلمبرداری این فیلم در اوت ۲۰۱۷ در آتلانتا آغاز شد و در ژانویه ۲۰۱۸ به پایان رسید. در دسامبر ۲۰۱۸ نام این فیلم پایان بازی اعلام شد. این فیلم در ۲۶ آوریل ۲۰۱۹ اکران شد.

### مرد عنکبوتی: دور از خانه (۲۰۱۹)
پیتر پارکر به همراه دوستانش با یک اردوی مدرسه‌ای به اروپا می‌رود. در این سفر با نیک فیوری مواجه می‌شود که از او می‌خواهد به میستریو بپیوندد تا با هم علیه المنتال‌ها بجنگند.
در دسامبر ۲۰۱۶، سونی پیکچرز تاریخ ۵ ژوئیه ۲۰۱۹ را برای دنبالهٔ مرد عنکبوتی: بازگشت به خانه اعلام کرد. یک سال بعد واتس تأیید کرد که برای کارگردانی دنباله نیز بازخواهد گشت. کریس مک‌کنا و اریک سامرز، دو تن از نویسندگان قسمت اول، برای نوشتن فیلم‌نامهٔ این قسمت نیز بازگشتند. تام هالند، بازیگر نقش مرد عنکبوتی در دنیای سینمایی مارول، ۲۵ ژوئن ۲۰۱۸ با انتشار ویدئویی در اینستاگرامش نام قسمت دوم را مرد عنکبوتی: دور از خانه اعلام کرد فیلم‌برداری در ژوئیه ۲۰۱۸ در انگلستان آغاز شد و در جمهوری چک، ونیز و نیویورک سیتی ادامه یافت و نهایتاً در اکتبر ۲۰۱۸ به پایان رسید.
داستان این فیلم پس از رویدادهای انتقام‌جویان: پایان بازی رخ می‌دهد. ساموئل ال. جکسون و کوبی اسمالدرز نقش‌های خود در فیلم‌های قبلی مارول را در این فیلم تکرار می‌کنند.

## فاز چهار
| فیلم                            | تاریخ انتشار   | کارگردان         | فیلمنامه‌نویس                                        | تهیه‌کننده                   |
| ------------------------------- | -------------- | ---------------- | --------------------------------------------------- | --------------------------- |
| بیوه سیاه                       | ۹ ژوئیه ۲۰۲۱   | کیت شورتلند      | اریک پیرسون                                         | کوین فایگی                  |
| شانگ چی و افسانه ده حلقه        | ۳ سپتامبر ۲۰۲۱ | دستین دنیل کرتون | دیوید کالاهام و دستین دنیل کرتون و اندرو لانهام     | کوین فایگی و مارول استودیوز |
| جاودانگان                       | ۵ نوامبر ۲۰۲۱  | کلویی ژائو       | کلویی ژائو و پاتریک بورلی و رایان فیرپو و کاز فیرپو | کوین فایگی و مارول استودیوز |
| مرد عنکبوتی: راهی به خانه نیست  | ۱۷ دسامبر ۲۰۲۱ | جان واتس         | کریس مک‌کنا و اریک سامرز                             | کوین فایگی و ایمی پاسکال    |
| دکتر استرنج در چندجهانی دیوانگی | ۶ مه ۲۰۲۲      | سم ریمی          | مایکل والدرون                                       | کوین فایگی                  |
| ثور: عشق و تندر                 | ۸ ژوئیه ۲۰۲۲   | تایکا وایتیتی    | تایکا وایتیتی و جنیفر کیتین رابینسون                | کوین فایگی و مارول استودیوز |
| پلنگ سیاه: واکاندا تا ابد       | ۱۱ نوامبر ۲۰۲۲ | رایان کوگلر      | رایان کوگلر و جو رابرت کول                          | کوین فایگی                  |

### بیوه سیاه (۲۰۲۱)
بعد از وقایع کاپیتان آمریکا: جنگ داخلی، ناتاشا رومانوف مجبور می‌شود تا با گذشته‌اش روبه‌رو شود.
در فوریه ۲۰۱۴، فایگی اعلام کرد که بعد از مرور گذشتهٔ بیوه سیاه در عصر اولتران، دوست دارد در یک فیلم اختصاصی بیشتر به آن پرداخته شود. مارول چندین کار ابتدایی برای ساخت این فیلم انجام داده‌است، از جمله یک داستان اولیه بسیار عمیق که توسط پرلمن نوشته شده‌است. در مه ۲۰۱۶، فایگی اعلام کرد که مارول متعهد است که این فیلم را بسازد. تا ژانویه ۲۰۱۸، ژاک شیفر برای نوشتن فیلم‌نامهٔ این فیلم استخدام شده بود. در ژوئیه همان سال، کیت شورتلند برای کارگردانی انتخاب شد و اعلام شد که جوهانسون نقش بیوه سیاه را در این فیلم تکرار می‌کند. تا فوریه ۲۰۱۹، ند بنسون برای بازنویسی فیلم‌نامه استخدام شده بود. فیلمبرداری آن در مهٔ ۲۰۱۹ در انگلستان آغاز شد و در ماه اکتبر به پایان رسید. بیوه سیاه قرار بود ۱ مهٔ ۲۰۲۰ اکران شود. اما به خاطر دنیاگیری کووید-۱۹ اکران آن چندین بار به تعویق افتاد و نهایتاً در ۹ ژوئیه ۲۰۲۱ در سینماها و دیزنی پلاس اکران شد.

### شانگ چی و افسانه ده حلقه (۲۰۲۱)
تا دسامبر ۲۰۱۸، مارول با سرعت ویژه‌ای به دنبال توسعهٔ فیلم شانگ-چی بود، که اولین فیلم با بازیگر اصلی آسیایی در دنیای مارول محسوب می‌شد. دیوید کالاهام، فیلم‌نامه‌نویس چینی-آمریکایی برای نوشتن فیلم‌نامهٔ این فیلم استخدام شد و تا مارس ۲۰۱۹، دستین دنیل کرتون به عنوان کارگردان انتخاب شده بود. در کامیک‌کان سن‌دیگو ۲۰۱۹، سیمو لیو به عنوان بازیگر نقش اصلی اعلام شد و تونی لیانگ نیز به عنوان بازیگر ماندارین انتخاب گردید. فیلمبرداری شانگ-چی فوریهٔ ۲۰۲۰ در استرالیا آغاز شد. اما به خاطر دنیاگیری کووید-۱۹ در مارس ۲۰۲۰ متوقف شد. فیلمبرداری در اوت همان سال دوباره شروع شد و در اکتبر پایان یافت. شانگ-چی و افسانهٔ ده حلقه در ۳ سپتامبر ۲۰۲۱ اکران شد.

### جاودانگان (۲۰۲۱)
بعد از وقایع انتقام‌جویان: پایان بازی، اترنالز نژادی فضایی و جاویدان که توسط سلستیال‌ها خلق شده‌اند، با هم متحد می‌شوند تا با دویانت‌ها که در صدد نابودی بشر هستند، مقابله کنند.
تا آوریل ۲۰۱۸، مارول جلساتی را با چند فیلم‌نامه‌نویس برای ساخت فیلمی بر اساس اترنالز با محوریت شخصیت سرسی ترتیب داده بود. فایگی اعلام کرد که فیلم بر اساس این گروه «یکی از ده‌ها چیزی است که در حال بحث بر روی آن هستیم تا ببینیم که می‌توانیم آن‌ها را در برنامه جای دهیم یا نه». یک ماه بعد، متئو و رایان فرپو برای نوشتن فیلم‌نامهٔ این فیلم استخدام شدند. تا پایان سپتامبر، مارول کلویی ژائو را برای کارگردانی این فیلم استخدام کرد. فیلمبرداری این فیلم در ماه ژوئیه ۲۰۱۹ در لندن آغاز شد. در کامیک‌کان سن دیگو ۲۰۱۹، تأیید شد که ریچارد مدن، آنجلینا جولی، کمیل نانجیانی، لورن ریدلوف، برایان تایری هنری و سلما هایک به عنوان بازیگر در این فیلم حضور دارند. یک ماه بعد نیز اعلام شد جما چان به این فیلم پیوسته‌است. اترنالز ۵ نوامبر ۲۰۲۱ اکران شد.

### مرد عنکبوتی: راهی به خانه نیست (۲۰۲۱)
در آوریل ۲۰۱۷ اعلام شد که فیلم سوم مرد عنکبوتی نیز ساخته خواهد شد و تام هالند در ماه ژوئن گفت که داستان آن در طول سال آخر دبیرستان پیتر پارکر رخ خواهد داد. در ژوئیه ۲۰۱۹، کوین فایگی گفت که با توجه به صحنهٔ میان تیتراژ مرد عنکبوتی: دور از خانه، این فیلم داستانی از پیتر پارکر خواهد داشت که تا به حال در فیلمی نبوده. در اوت ۲۰۱۹، ددلاین هالیوود گزارش داد که دیزنی و سونی بر سر قرارداد جدید برای تمدید حضور پیتر پارکر در دنیای سینمایی مارول به توافق نرسیده‌اند. با این حال یک ماه بعد، اعلام شد که فیلم سوم ساخته می‌شود و کوین فایگی و ایمی پاسکال تهیه‌کنندگان آن خواهند بود. سونی کریس مک‌کنا و اریک سامرز را استخدام کرد تا بر روی فیلم‌نامهٔ قسمت سوم کار کنند. در ژوئن ۲۰۲۰ تأیید شد که جان واتس برای کارگردانی قسمت سوم بازخواهد گشت.
فیلمبرداری فیلم با تأخیر به خاطر دنیاگیری کووید-۱۹ در اکتبر ۲۰۲۰ آغاز شد و در مارس ۲۰۲۱ به پایان رسید این فیلم در ۱۷ دسامبر ۲۰۲۱ اکران شد.

### دکتر استرنج در چندجهانی دیوانگی (۲۰۲۲)
تا دسامبر ۲۰۱۸، اسکات دریکسون برای بازگشت و کارگردانی قسمت بعدی دکتر استرنج استخدام شده بود و بندیکت کامبربچ نیز بازگشتش تأیید شده بود. عنوان رسمی فیلم در کامیک‌کان سن‌دیگو ۲۰۱۹ اعلام شد و گفته شد که دریکسون قرار است در این فیلم از عناصر ترسناک کمیک‌ها استفاده نماید. در اکتبر ۲۰۱۹، جید بارتلت به عنوان نویسنده استخدام شد. در ژانویهٔ ۲۰۲۰، دریکسون اعلام کرد که به علت اختلاف با مارول از کارگردانی این فیلم کنار می‌رود، اما همچنان به عنوان تهیه‌کنندهٔ اجرایی در پروژه باقی می‌ماند. تا ماه فوریه، سم ریمی برای کارگردانی فیلم با مارول وارد مذاکره شده بود و مایکل والدرون (نویسندهٔ اصلی سریال لوکی) برای بازنویسی فیلم‌نامه استخدام شد. ریمی در آوریل ۲۰۲۰ تأیید کرد که کارگردان این فیلم خواهد بود. فیلمبرداری قرار بود در ژوئن ۲۰۲۰ آغاز شود. اما به خاطر دنیاگیری کووید-۱۹ به تعویق افتاد. فیلمبرداری در نوامبر ۲۰۲۰ آغاز شد و یک بار در ژانویه ۲۰۲۱ به خاطر کرونا متوقف شد. ولی در ماه مارس دوباره ادامه پیدا کرد و تا پایان آوریل فیلمبرداری تمام شد. دکتر استرنج در چندجهانی دیوانگی در ۶ مه ۲۰۲۲ اکران شد.
الیزابت اولسن در این فیلم در نقش واندا ماکسیموف بازی می‌کند و داستان این فیلم با سریال وانداویژن مستقیماً ارتباط دارد. به این ترتیب، این فیلم نخستین فیلم در دنیای سینمایی مارول است که مستقیماً با یکی از سریال‌های تلویزیونی‌اش در ارتباط است.

### ثور: عشق و تندر (۲۰۲۲)
در ژانویه ۲۰۱۸، کریس همسورث اعلام کرد با وجود این که قراردادش با مارول بعد از فیلم پایان بازی به پایان می‌رسد، اما دوست دارد که بازی در نقش ثور را ادامه دهد. در ژوئیه ۲۰۱۹، تایکا وایتیتی، کارگردان قسمت سوم، برای نوشتن و کارگردانی قسمت چهارم ثور استخدام شد. در کامیک‌کان سن‌دیگو ۲۰۱۹، اعلام شد که ناتالی پورتمن نیز به این مجموعه بازخواهد گشت و نقش ثور زن را ایفا می‌کند.
فیلمبرداری عشق و رعد در ژانویه ۲۰۲۱ در استرالیا آغاز شد و در ژوئن همان سال به پایان رسید. این فیلم در ۸ ژوئیه ۲۰۲۲ اکران شد.

### پلنگ سیاه: واکاندا تا ابد (۲۰۲۲)
تا اکتبر ۲۰۱۸، رایان کوگلر برای کارگردانی و نویسندگی قسمت دوم این فیلم با مارول به توافق رسیده‌است. در ژوئیه ۲۰۱۹، کوین فایگی تأیید کرد که این فیلم در مرحلهٔ آماده‌سازی قرار دارد. در نمایشگاه دیزنی در سال ۲۰۱۹، نام فیلم پلنگ سیاه ۲ اعلام و تاریخ اکران ۶ مهٔ ۲۰۲۲ برایش تعیین شد. در اوت ۲۰۲۰، چادویک بوزمن بازیگر نقش اصلی پلنگ سیاه به دلیل ابتلا به سرطان روده درگذشت. سازندگان این فیلم تصمیم گرفتند تا بازیگر جدیدی برای این نقش انتخاب نکنند. در مهٔ ۲۰۲۱ عنوان این فیلم پلنگ سیاه: واکاندا تا ابد اعلام شد. این فیلم در ۱۱ نوامبر ۲۰۲۲ اکران شد.

## فاز پنجم
| فیلم                                  | تاریخ انتشار   | کارگردان    | فیلم‌نامه‌نویس                                            | تهیه‌کننده                                            | وضعیت     |
| ------------------------------------- | -------------- | ----------- | ------------------------------------------------------- | ---------------------------------------------------- | --------- |
| مرد مورچه‌ای و زنبورک: شیدایی کوانتومی | ۱۷ فوریه ۲۰۲۳  | پیتون رید   | جف لاونس                                                | کوین فایگی و مارول استودیوز                          | منتشر شده |
| نگهبانان کهکشان بخش ۳                 | ۵ مه ۲۰۲۳      | جیمز گان    | جیمز گان                                                | کوین فایگی                                           | منتشر شده |
| مارول‌ها                               | ۱۰ نوامبر ۲۰۲۳ | نیا داکوستا | نیا داکوستا و مگان مک‌دانل و الیسا کاراسیک               | کوین فایگی                                           | منتشر شده |
| ددپول و ولورین                        | ۲۶ ژوئیه ۲۰۲۴  | شاون لوی    | رایان رینولدز و رت ریس و پال ورنیک و زیب ولز و شان لوی  | کوین فایگی، رایان رینولدز، شاون لوی و لورن شولر دانر | منتشر شده |
| کاپیتان آمریکا: دنیای شجاع جدید       | ۱۴ فوریه ۲۰۲۵  | ژولیوس اونا | مالکوم اسپلمن و دالان موسون و جولیوس اونا و متیو اورتون | کوین فایگی، مارول استودیوز، و مالکوم اسپلمن          | منتشر شده |
| تاندربولتز*                           | ۲ مه ۲۰۲۵      | جیک شرایر   | اریک پیرسون لی سونگ جین جوانا کالو                      | کوین فایگی                                           | منتشر شده |

### مرد مورچه‌ای و زنبورک: شیدایی کوانتومی

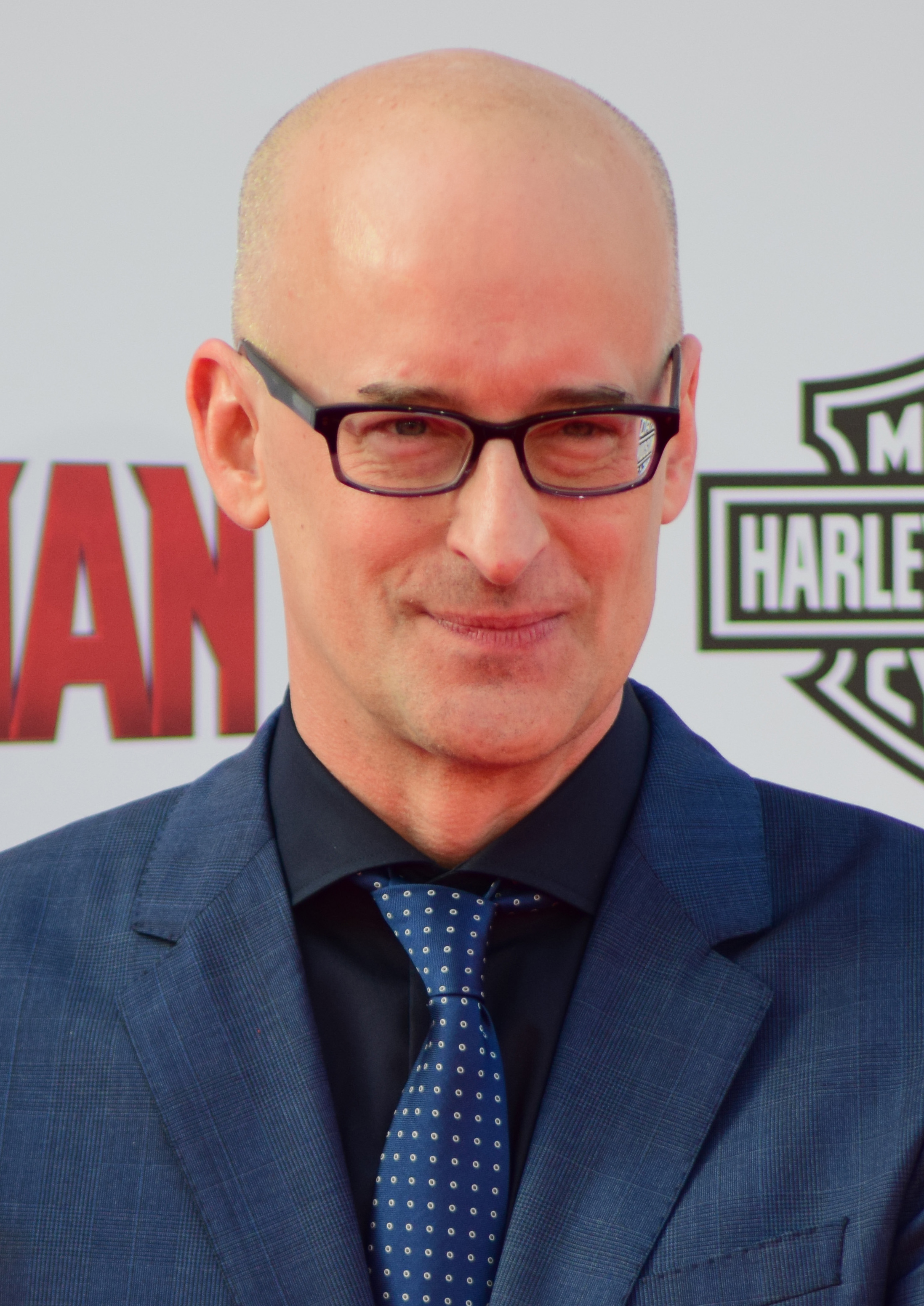
پیتون رید، کارگردان فیلم‌های مرد مورچه‌ای

اسکات لانگ و هوپ ون داین، همراه با والدین هوپ، هنک پیم و جانت ون داین، به ماجراجویی جدیدی برای کاوش در قلمرو کوانتومی می‌روند.
پیش از اکران مرد مورچه‌ای و زنبورک (۲۰۱۸)، پیتون رید و مارول استودیوز انتظار داشتند که سومین فیلم مرد مورچه‌ای ساخته شود و دربارهٔ نکات احتمالی داستان صحبت کرده بودند؛ پیتون رید تا نوامبر ۲۰۱۹ به عنوان کارگردان بازگشت و پل راد و اوانجلین لیلی در نقش اسکات لنگ / مرد مورچه‌ای و هوپ ون داین / زنبورک تأیید شدند. جف لاونس در آوریل ۲۰۲۰ مشغول نوشتن فیلمنامه بود، و عنوان فیلم و اعضای جدید بازیگران در دسامبر مشخص شدند. فیلمبرداری در ترکیه در اوایل فوریه ۲۰۲۱ آغاز شد، در حالی که تصویربرداری اصلی در پایان ژوئیه در استودیو پاین‌وود در باکینگهامشر آغاز شد، و در نوامبر به پایان رسید. همچنین قرار بود تصویربرداری در آتلانتا و سانفرانسیسکو تا سال ۲۰۲۲ ادامه یابد. مرد مورچه‌ای و زنبورک: شیدایی کوانتومی در ۱۷ فوریه ۲۰۲۳ منتشر شد.
جاناتان میجرز در نقش کانگ فاتح ظاهر می‌شود؛ او نخستین بار به عنوان گونه‌ای از این شخصیت به نام «He Who Remains» که از ایمورتوس الهام گرفته‌شده‌است، در فصل اول لوکی (۲۰۲۱) ظاهر شد.

### نگهبانان کهکشان بخش ۳
پیتر کویل که هنوز بابت از دست دادن گامورا در شوک است، باید نگهبانان کهکشان را در مأموریتی برای دفاع از کیهان و محافظت از یکی از خودشان جمع کند.
در آوریل ۲۰۱۶، کوین فایگی، رئیس مارول استودیوز که تهیه‌کننده فیلم‌های محافظان است، گفت که فیلم سومی برای این فرنچایز به‌عنوان بخشی از دنیای سینمایی مارول (MCU) برنامه‌ریزی شده‌است. جیمز گان در آوریل ۲۰۱۷ اعلام کرد که برای نویسندگی و کارگردانی فیلم نگهبانان کهکشان بخش ۳ باز خواهد گشت، و تولید فیلم پس از اینکه گان فیلم جوخه انتحار (۲۰۲۱) و سریال اسپین‌آف آن پیس‌میکر (۲۰۲۲) را تکمیل کرد، آغاز شد. فایگی در ژوئیه ۲۰۱۹ در سن دیگو کامیک کان تأیید کرد که این فیلم در حال ساخت است. فیلمبرداری در نوامبر ۲۰۲۱، در تریلیث استودیوز در آتلانتا آغاز شد، و در اوایل مهٔ ۲۰۲۲ به پایان رسید. نگهبانان کهکشان بخش ۳ در ۵ مهٔ ۲۰۲۳ منتشر شد.
نگهبانان کهکشان بخش ۳ پس از رویدادهای ثور: عشق و تندر (۲۰۲۲) و نگهبانان کهکشان ویژه تعطیلات (۲۰۲۲) روایت می‌شود.

### مارول‌ها
فایگی در کامیک-کان سن دیگو سال ۲۰۱۹ برنامه‌هایش برای ساخت دنباله‌ای از کاپیتان مارول را تأیید کرد و توسعهٔ رسمی در ژانویهٔ ۲۰۲۰ با ورود مگان مک‌دانل برای نوشتن فیلم‌نامه و بازگشت لارسون در نقش کارول دنورز آغاز شد. استودیو به جای بازگشت آنا بودن و رایان فلک از فیلم اول، یک کارگردان زن برای فیلم می‌خواست، و نیا داکوستا تا اوت برای کارگردانی استخدام شد. این فیلم در دسامبر ۲۰۲۰ با عنوان کاپیتان مارول ۲ معرفی شد، و عنوان رسمی آن در مهٔ ۲۰۲۱ به «The Marvels» تغییر کرد. فیلم‌برداری واحد دوم در اواسط آوریل ۲۰۲۱ در نیوجرسی آغاز شد، و تصویربرداری اصلی تا اوت در استودیوهای پاین‌وود در باکینگهام‌شر، لانگ‌کراس استودیو در ساری، و در تروپئا آغاز شد. فیلم‌برداری همچنین در لس آنجلس انجام شد، و تا مهٔ ۲۰۲۲ به پایان رسید. مارول‌ها در ۱۰ نوامبر ۲۰۲۳ اکران شد.
مارول‌ها توسط سریال خانم مارول (۲۰۲۲) از دیزنی پلاس تنظیم شده‌است، که ایمان ولانی، ساگار شیخ، زنوبیا شرف، و موهان کاپور نقش‌های خود را به عنوان کامالا خان / خانم مارول، امیر خان، منیبه خان و یوسف خان تکرار می‌کنند. تیونا پریس در نقش بزرگسال مونیکا رامبو از سریال وانداویژن (۲۰۲۱) ظاهر می‌شود، که آکیرا اکبر در کاپیتان مارول نقش کودکی آن ایفا کرده بود.

### ددپول و ولورین
توسعهٔ فیلم سومی از ددپول تا نوامبر ۲۰۱۶ در فاکس قرن بیستم آغاز شد، اما پس از اکتساب این شرکت توسط والت دیزنی که در مارس ۲۰۱۹ تکمیل شد، به حالت تعلیق درآمد. سپس نظارت و مدیریت این شخصیت به مارول استودیوز واگذار شد که شروع به ساخت فیلم جدیدی به‌همراه رینولدز کرد. این فیلم شخصیت ددپول را با دنیای سینمایی مارول یکپارچه می‌کند و انتظار می‌رود رتبه‌بندی بزرگسال فیلم‌های قبلی را حفظ کند، یعنی نخستین فیلم دنیای سینمایی مارول است که چنین رتبه‌ای را دارد. وندی مولینیو و لیزی مولینیو-لوژلین در نوامبر ۲۰۲۰ برای نگارش فیلم‌نامه به پروژه ملحق شدند و ریس و ورنیک از فیلم‌های قبلی نیز بازگشتند تا آن را تا مارس ۲۰۲۲ بازنویسی کنند. لوی در آن زمان برای کارگردانی استخدام شد. جکمن در اوت ۲۰۲۲ تصمیم گرفت نقش ولورین از فیلم‌های مردان ایکس را بار دیگر ایفا کند و اوایل سال ۲۰۲۳، بازیگران دیگری انتخاب شدند. ددپول و ولورین  در ۲۶ ژوئیه ۲۰۲۴ به‌عنوان بخشی از فاز پنجم دنیای سینمایی مارول در ایالات متحده منتشر شد.

### کاپیتان آمریکا: دنیای شجاع جدید
کاپیتان آمریکا: جنگ داخلی (۲۰۱۶) سه‌گانهٔ کاپیتان آمریکا با بازی کریس ایوانز در نقش استیو راجرز را به پایان رساند. آنتونی مکی در فالکون و سرباز زمستان به کاپیتان آمریکا جدید تبدیل شد، و فیلم جدیدی از این شخصیت تا آوریل ۲۰۲۱ به‌دست اسپلمن و ماسن (که هر دو نویسندهٔ فالکون و سرباز زمستان بودند) در دست نگارش بود. مکی در اوت همان سال برای بازی در این فیلم به‌کار گرفته شد. اونا در ژوئیهٔ ۲۰۲۲ که عنوان نظم جهانی نوین برای فیلم برگزیده شد، به پروژه پیوست. دیگر اعضای گروه بازیگران در سپتامبر همان سال اعلام شدند. فیلم‌برداری از مارس تا ژوئن ۲۰۲۳ در استودیوهای تریلیث در آتلانتا، جورجیا انجام گرفت و مکان فیلم‌برداری افزوده در واشینگتن، دی.سی. بود. عنوان فیلم هنگام فیلم‌برداری به آمریکا: دنیای جدید شجاع تغییر داده شد. اورتن در دسامبر ۲۰۲۳ برای نگارش سناریوی فیلم‌برداری مجدد که قرار بود از آغاز تا میانهٔ ۲۰۲۴ انجام شود، به پروژه پیوست.
آمریکا: دنیای جدید شجاع نخستین بار در ۱۱ فوریهٔ ۲۰۲۵ در سالن نمایش چینی گرامن در لس آنجلس، کالیفرنیا به نمایش درآمد و در ۱۴ فوریهٔ ۲۰۲۵ در ایالات متحده به‌عنوان بخشی از فاز پنجم دنیای سینمایی منتشر شد. این فیلم با فروش جهانی بیش از ۴۱۶ میلیون دلاری، به سومین فیلم پرفروش ۲۰۲۵ تبدیل شده است. نقدهای منتقدان دربارهٔ داستان، ارتباطات فیلم با دیگر پروژه‌های دنیای سینمایی مارول و جلوه‌های بصری آن متفاوت بوده است. با این حال، اجراهای بازیگران، به‌ویژه مکی و فورد، مورد تحسین قرار گرفته‌اند.

### تاندربولتز
استودیوی مارول در سال ۲۰۲۱ شروع به بررسی تشکیل تیم تاندربولتز در MCU کرد. در ژوئن ۲۰۲۲، زمانی که شرایر و پیرسون با هم متحد شدند، اعلام شد که این فیلم در حال ساخت است. بازیگران اصلی فیلم در ماه سپتامبر اعلام شدند و سپس تا اوایل سال ۲۰۲۳ بازیگران دیگری نیز انتخاب شدند. لی برای بازنویسی فیلمنامه فیلم تا مارس ۲۰۲۳ ملحق شد، یکی از چندین خلاقی که برای همکاری با شرایر از سریال مشاجره برای نتفلیکس بازگشت. تولید به دلیل اختلافات کارگری هالیوود در سال ۲۰۲۳ به تعویق افتاد و باعث شد که برخی از بازیگران پروژه را ترک کنند و در اوایل سال ۲۰۲۴ که کالو به آن ملحق شد بازیگران جدید جایگزین شوند. فیلمبرداری در فوریه ۲۰۲۴ آغاز شد و تا ژوئن همان یال در استودیو تریلیث و استودیوهای آتلانتا مترو در آتلانتا، و همچنین در یوتا و کوالا لامپور ادامه داشت.
تاندربولتز* در ۲۲ آوریل ۲۰۲۵ در امپایر، میدان لستر لندن، انگلستان، به نمایش درآمد و در ۲ مه در ایالات متحده به عنوان آخرین فیلم از فاز پنجم دنیای سینمایی مارول اکران شد. پایان فیلم مشخص می‌کند که علامت ستاره در عنوان به انتقام‌جویان جدید اشاره دارد، و تیم تاندربولتز با نام «انتقام‌جویان جدید» بازسازی برند شده‌اند؛ پس از آخر هفته افتتاحیه فیلم، مارول استودیوز شروع به بازاریابی فیلم با این عنوان کرد. این فیلم نقدهای مثبتی از منتقدان دریافت کرده و ۱۷۷ میلیون دلار فروش داشته است که هشتمین فیلم پرفروش سال ۲۰۲۵ می باشد

## فاز ششم
| فیلم                          | تاریخ انتشار  | کارگردان            | فیلمنامه نویس                                   | تهیه کننده                      | وضعیت        |
| ----------------------------- | ------------- | ------------------- | ----------------------------------------------- | ------------------------------- | ------------ |
| چهار شگفت‌انگیز : گام های نخست | ۲۵ ژوئیه ۲۰۲۵ | مت شکمن             | جف کپلن ایان اسپرینگر                           | کوین فایگی                      | پس تولید     |
| انتقام جویان: روز نابودی      | ۱ مه ۲۰۲۶     | آنتونی روسو جو روسو | مایکل والدرون، کریستوفر مارکوس واستیون مک فیلی  | کوین فایگی آنتونی روسو جو روسو  | پیش تولید    |
| مرد عنکبوتی: روز کاملا جدید   | ۳۱ ژوئیه ۲۰۲۶ | دستین دنیل کرتون    | کریس مک‌کنا و اریک سامرز                         | کوین فایگی و ایمی پاسکال        | پیش تولید    |
| انتقام‌جویان: جنگ‌های مخفی      | ۷ مه ۲۰۲۷     | آنتونی روسو جو روسو | مایکل والدرون، کریستوفر مارکوس و استیون مک فیلی | کوین فایگی، آنتونی روسو جو روسو | در حال توسعه |

## آینده
| نام فیلم                                  | تاریخ انتشار | کارگردان         | فیلمنامه‌نویس‌ها   | تهیه‌کنندگان                 | وضعیت        |
| ----------------------------------------- | ------------ | ---------------- | ---------------- | --------------------------- | ------------ |
| جنگ های زرهی                              | ن/م          | ن/م              | یاسر لستر        | کوین فایگی                  | در حال توسعه |
| پلنگ سیاه ۳                               | ن/م          | رایان کوگلر      | رایان کوگلر      | کوین فایگی و نیت مور        | در حال توسعه |
| فیلمی از بلید                             | ن/م          | ن/م              | اریک پیرسون      | کوین فایگی                  | در حال توسعه |
| دنبالهٔ بدون عنوان شانگ‌چی و افسانه ده حلقه | ن/م          | دستین دنیل کرتون | دستین دنیل کرتون | کوین فایگی و جاناتان شوارتز | در حال توسعه |
| فیلم بدون عنوان مردان ایکس                | ن/م          | ن/م              | ن/م              | کوین فایگی                  | در حال توسعه |
| فیلمی از اسکارت ویچ                       | ن/م          | ن/م              | ن/م              | کوین فایگی                  | در حال توسعه |

در دسامبر ۲۰۲۱، دنباله ای برای شانگ چی و افسانه ده حلقه (۲۰۲۱) اعلام شد که در حال ساخت است و دستین دنیل کرتون برای نویسندگی و کارگردانی بازگشت. انتظار می‌رفت سیمو لیو تا ماه بعد به عنوان شانگ چی بازگردد.

### فیلم بدون عنوان دربارهٔ جهش‌یافته‌ها
در طول پنل مارول استودیوز در کامیک‌کان ۲۰۱۹ که در طی آن فیلم‌های فاز ۴ معرفی شدند، فایگی تأیید کرد که استودیو در حال آماده‌سازی فیلمی با محوریت جهش‌یافته‌هاست (که شامل مردان ایکس (کمیک) نیز می‌شود). زمانی که در مورد وجود واژهٔ «مردان ایکس» در عنوان فیلم‌ها از او پرسیده شد، فایگی جواب داد که واژه‌های «جهش‌یافته» و «مردان ایکس» هم‌معنی هستند و می‌توانند به جای هم به کار بروند. هم‌چنین او گفت که مارول قصد دارد تا کار بسیار متفاوت‌تری را از آنچه در مجموعه فیلم‌های فاکس دیدیم انجام دهد.

### دیگر
استودیو مارول در حال کار بر روی یک پروژه ناشناخته با اسکارلت جوهانسون است که به عنوان تهیه‌کننده کار خواهد کرد.

## بازخوردها

### گیشه
| فیلم                            | انتشار در آمریکا | فروش            | فروش                    | فروش            | رتبه            | رتبه     | بودجه                    | منبع            |
| فیلم                            | انتشار در آمریکا | آمریکا و کانادا | خارج از آمریکا و کانادا | جهانی           | آمریکا و کانادا | در تاریخ | بودجه                    | منبع            |
| ------------------------------- | ---------------- | --------------- | ----------------------- | --------------- | --------------- | -------- | ------------------------ | --------------- |
| مرد آهنی                        | ۲ مه ۲۰۰۸        | $۳۱۸٬۴۱۲٬۱۰۱    | $۲۶۶٬۷۶۲٬۱۲۱            | $۵۸۵٬۱۷۴٬۲۲۲    | ۵۸              | ۱۴۵      | ۱۴۰ میلیون دلار          | [ ۴۳۱ ]         |
| هالک شگفت‌انگیز                  | ۱۳ ژوئن ۲۰۰۸     | $۱۳۴٬۸۰۶٬۹۱۳    | $۱۲۸٬۶۲۰٬۶۳۸            | $۲۶۳٬۴۲۷٬۵۵۱    | ۴۰۶             | ۴۹۹      | ۱۵۰ میلیون دلار          | [ ۴۳۲ ]         |
| مرد آهنی ۲                      | ۷ مه ۲۰۱۰        | $۳۱۲٬۴۳۳٬۳۳۱    | $۳۱۱٬۵۰۰٬۰۰۰            | $۶۲۳٬۹۳۳٬۳۳۱    | ۶۳              | ۱۲۶      | ۲۰۰ میلیون دلار          | [ ۴۳۳ ]         |
| ثور                             | ۶ مه ۲۰۱۱        | $۱۸۱٬۰۳۰٬۶۲۴    | $۲۶۸٬۲۹۵٬۹۹۴            | $۴۴۹٬۳۲۶٬۶۱۸    | ۲۲۹             | ۲۱۹      | ۱۵۰ میلیون دلار          | [ ۴۳۴ ]         |
| کاپیتان آمریکا: نخستین انتقام‌جو | ۲۲ ژوئیه ۲۰۱۱    | $۱۷۶٬۶۵۴٬۵۰۵    | $۱۹۳٬۹۱۵٬۲۶۹            | $۳۷۰٬۵۶۹٬۷۷۴    | ۲۴۵             | ۲۹۴      | ۱۴۰ میلیون دلار          | [ ۴۳۵ ]         |
| انتقام‌جویان مارول               | ۴ مه ۲۰۱۲        | $۶۲۳٬۳۵۷٬۹۱۰    | $۸۹۵٬۲۳۷٬۰۰۰            | $۱٬۵۱۸٬۵۹۴٬۹۱۰  | ۵               | ۵        | ۲۲۰ میلیون دلار          | [ ۴۳۶ ]         |
| مرد آهنی ۳                      | ۳ مه ۲۰۱۳        | $۴۰۹٬۰۱۳٬۹۹۴    | $۸۰۵٬۷۹۷٬۲۵۸            | $۱٬۲۱۴٬۸۱۱٬۲۵۲  | ۲۲              | ۱۳       | ۲۰۰ میلیون دلار          | [ ۴۳۷ ]         |
| ثور: دنیای تاریک                | ۸ نوامبر ۲۰۱۳    | $۲۰۶٬۳۶۲٬۱۴۰    | $۴۳۸٬۲۰۹٬۲۶۲            | $۶۴۴٬۵۷۱٬۴۰۲    | ۱۷۸             | ۱۱۷      | ۱۷۰ میلیون دلار          | [ ۴۳۸ ]         |
| کاپیتان آمریکا: سرباز زمستان    | ۴ آوریل ۲۰۱۴     | $۲۵۹٬۷۶۶٬۵۷۲    | $۴۵۴٬۴۹۷٬۶۹۵            | $۷۱۴٬۲۶۴٬۲۶۷    | ۱۰۲             | ۹۳       | ۱۷۰ میلیون دلار          | [ ۴۳۹ ]         |
| نگهبانان کهکشان                 | ۱ اوت ۲۰۱۴       | $۳۳۳٬۱۷۶٬۶۰۰    | $۴۴۰٬۱۵۲٬۰۲۹            | $۷۷۳٬۳۲۸٬۶۲۹    | ۵۱              | ۷۸       | ۱۹۶ میلیون دلار          | [ ۴۴۰ ] [ ۴۴۱ ] |
| انتقام‌جویان: عصر اولتران        | ۱ مه ۲۰۱۵        | $۴۵۹٬۰۰۵٬۸۶۸    | $۹۴۶٬۳۹۷٬۸۲۶            | $۱٬۴۰۵٬۴۰۳٬۶۹۴  | ۱۳              | ۷        | ۲۸۰ میلیون دلار          | [ ۴۴۲ ] [ ۴۴۳ ] |
| مرد مورچه‌ای                     | ۱۷ ژوئیه ۲۰۱۵    | $۱۸۰٬۲۰۲٬۱۶۳    | $۳۳۹٬۱۰۹٬۸۰۲            | $۵۱۹٬۳۱۱٬۹۶۵    | ۲۳۱             | ۱۷۶      | ۱۳۰ میلیون دلار          | [ ۴۴۴ ] [ ۴۴۵ ] |
| کاپیتان آمریکا: جنگ داخلی       | ۶ مه ۲۰۱۶        | $۴۰۸٬۰۸۴٬۳۴۹    | $۷۴۵٬۲۲۰٬۱۴۶            | $۱٬۱۵۳٬۳۰۴٬۴۹۵  | ۲۳              | ۱۵       | ۲۵۰ میلیون دلار          | [ ۴۴۶ ]         |
| دکتر استرنج                     | ۴ نوامبر ۲۰۱۶    | $۲۳۲٬۶۴۱٬۹۲۰    | $۴۴۵٬۰۷۶٬۴۷۵            | $۶۷۷٬۷۱۸٬۳۹۵    | ۱۳۷             | ۱۰۵      | ۱۶۵ میلیون دلار          | [ ۴۴۷ ]         |
| نگهبانان کهکشان بخش ۲           | ۵ مه ۲۰۱۷        | $۳۸۹٬۸۱۳٬۱۰۱    | $۴۷۳٬۹۱۹٬۴۱۱            | $۸۶۳٬۷۳۲٬۵۱۲    | ۲۹              | ۵۸       | ۲۰۰ میلیون دلار          | [ ۴۴۸ ]         |
| مرد عنکبوتی: بازگشت به خانه     | ۷ ژوئیه ۲۰۱۷     | $۳۳۴٬۲۰۱٬۱۴۰    | $۵۴۵٬۹۶۵٬۷۸۴            | $۸۸۰٬۱۶۶٬۹۲۴    | ۴۹              | ۵۰       | ۱۷۵ میلیون دلار          | [ ۴۴۹ ]         |
| ثور: رگنراک                     | ۳ نوامبر ۲۰۱۷    | $۳۱۵٬۰۵۸٬۲۸۹    | $۵۳۸٬۹۱۸٬۸۳۷            | $۸۵۳٬۹۷۷٬۱۲۶    | ۶۵              | ۶۳       | ۱۸۰ میلیون دلار          | [ ۴۵۰ ]         |
| پلنگ سیاه                       | ۱۶ فوریه ۲۰۱۸    | $۷۰۰٬۰۵۹٬۵۶۶    | $۶۴۶٬۸۵۳٬۵۹۵            | $۱٬۳۴۶٬۹۱۳٬۱۶۱  | ۳               | ۹        | ۲۰۰ میلیون دلار          | [ ۴۵۱ ]         |
| انتقام‌جویان: جنگ ابدیت          | ۲۷ آوریل ۲۰۱۸    | $۶۷۸٬۸۱۵٬۴۸۲    | $۱٬۳۶۹٬۵۴۴٬۲۷۲          | $۲٬۰۴۸٬۳۵۹٬۷۵۴  | ۵               | ۵        | ۳۵۰ میلیون دلار          | [ ۴۵۲ ]         |
| مرد مورچه‌ای و زنبورک            | ۶ ژوئیه ۲۰۱۸     | $۲۱۶٬۶۴۸٬۷۴۰    | $۴۰۶٬۰۲۵٬۳۹۹            | $۶۲۲٬۶۷۴٬۱۳۹    | ۱۷۰             | ۱۴۰      | ۱۶۲ میلیون دلار          | [ ۴۵۳ ] [ ۴۵۴ ] |
| کاپیتان مارول                   | ۸ مارس ۲۰۱۹      | $۴۲۴٬۶۰۷٬۵۱۹    | $۷۰۰٬۸۰۴٬۲۰۱            | $۱٬۱۲۵٬۴۱۱٬۷۲۰  | ۲۲              | ۲۲       | ۹۷٫۸–۱۵۲ میلیون دلار     | [ ۴۵۵ ] [ ۴۵۶ ] |
| انتقام‌جویان: پایان بازی         | ۲۶ آوریل ۲۰۱۹    | $۸۵۸٬۳۷۳٬۰۰۰    | $۱٬۹۳۹٬۴۲۷٬۵۶۴          | $۲٬۷۹۷٬۸۰۰٬۵۶۴  | ۱               | ۱        | ۳۵۶ میلیون دلار          | [ ۴۵۷ ] [ ۴۵۸ ] |
| مرد عنکبوتی: دور از خانه        | ۲ ژوئیه ۲۰۱۹     | $۳۹۰٬۵۳۲٬۰۸۵    | $۷۴۱٬۳۹۵٬۹۱۱            | $۱٬۱۳۱٬۹۲۷٬۹۹۶  | ۳۸              | ۲۳       | ۱۶۰ میلیون دلار          | [ ۴۵۹ ]         |
| بیوه سیاه                       | ۹ ژوئیه ۲۰۲۱     | $۱۸۳٬۶۵۱٬۶۵۵    | $۱۹۵٬۹۷۹٬۶۹۶            | $۳۷۹٬۶۳۱٬۳۵۱    | ۲۵۲             | ۳۴۵      | ۲۰۰ میلیون دلار          | [ ۴۶۳ ] [ ۴۶۴ ] |
| شانگ‌چی و افسانهٔ ده‌حلقه          | ۳ سپتامبر ۲۰۲۱   | $۲۲۴٬۵۴۳٬۲۹۲    | $۲۰۷٬۶۸۹٬۷۱۸            | $۴۳۲٬۲۳۳٬۰۱۰    | ۱۶۶             | ۲۸۴      | ۱۵۰-۲۰۰ میلیون دلار      | [ ۴۶۵ ] [ ۴۶۶ ] |
| اترنالز                         | ۵ نوامبر ۲۰۲۱    | $۱۶۴٬۸۷۰٬۲۳۴    | $۲۳۷٬۱۹۴٬۶۶۵            | $۴۰۲٬۰۶۴٬۸۹۹    | ۳۲۴             | ۳۲۰      | ۲۰۰ میلیون دلار          | [ ۴۶۷ ]         |
| مرد عنکبوتی: راهی به خانه نیست  | ۱۷ دسامبر ۲۰۲۱   | $۸۰۳٬۸۱۵٬۸۴۸    | $۱٬۰۸۸٬۰۰۰٬۰۰۰          | $۱٬۸۹۱٬۸۱۵٬۸۴۸  | ۳               | ۶        | ۲۰۰ میلیون دلار          | [ ۴۶۸ ]         |
| مجموع                           | مجموع            | $۹,۹۲۳,۶۹۲,۲۸۶  | $۱۵,۷۷۰,۱۰۹,۹۰۳         | $۲۵,۶۹۳,۸۰۲,۱۸۹ | ۱               | ۱        | ۵٫۳۸۲–۵٫۲۲۳ میلیارد دلار | [ ۴۶۹ ] [ ۴۷۰ ] |

### منتقدین
| فیلم                            | راتن تومیتوز    | متاکریتیک     |
| ------------------------------- | --------------- | ------------- |
| مرد آهنی                        | ۹۴٪ (۲۸۰ منتقد) | ۷۹ (۳۸ منتقد) |
| هالک شگفت‌انگیز                  | ۶۷٪ (۲۳۷ منتقد) | ۶۱ (۳۸ منتقد) |
| مرد آهنی ۲                      | ۷۳٪ (۳۰۲ منتقد) | ۵۷ (۴۰ منتقد) |
| ثور                             | ۷۷٪ (۲۸۹ منتقد) | ۵۷ (۴۰ منتقد) |
| کاپیتان آمریکا: نخستین انتقام‌جو | ۸۰٪ (۲۷۲ منتقد) | ۶۶ (۳۶ منتقد) |
| انتقام‌جویان                     | ۹۲٪ (۳۶۱ منتقد) | ۶۹ (۴۳ منتقد) |
| مرد آهنی ۳                      | ۷۹٪ (۳۲۵ منتقد) | ۶۲ (۴۴ منتقد) |
| ثور: دنیای تاریک                | ۶۶٪ (۲۸۲ منتقد) | ۵۴ (۴۴ منتقد) |
| کاپیتان آمریکا: سرباز زمستان    | ۹۰٪ (۳۰۴ منتقد) | ۷۰ (۴۷ منتقد) |
| نگهبانان کهکشان                 | ۹۲٪ (۳۳۰ منتقد) | ۷۶ (۵۲ منتقد) |
| انتقام‌جویان: عصر اولتران        | ۷۵٪ (۳۷۱ منتقد) | ۶۶ (۴۹ منتقد) |
| مرد مورچه‌ای                     | ۸۲٪ (۳۳۱ منتقد) | ۶۴ (۴۳ منتقد) |
| کاپیتان آمریکا: جنگ داخلی       | ۹۰٪ (۴۲۶ منتقد) | ۷۵ (۵۲ منتقد) |
| دکتر استرنج                     | ۸۹٪ (۳۸۵ منتقد) | ۷۲ (۴۹ منتقد) |
| نگهبانان کهکشان ۲               | ۸۵٪ (۴۲۲ منتقد) | ۶۷ (۴۷ منتقد) |
| مرد عنکبوتی: بازگشت به خانه     | ۹۲٪ (۳۹۴ منتقد) | ۷۳ (۵۱ منتقد) |
| ثور رگنراک                      | ۹۳٪ (۴۳۶ منتقد) | ۷۴ (۵۱ منتقد) |
| پلنگ سیاه                       | ۹۶٪ (۵۲۶ منتقد) | ۸۸ (۵۵ منتقد) |
| انتقام‌جویان: جنگ ابدیت          | ۸۵٪ (۴۸۶ منتقد) | ۶۸ (۵۴ منتقد) |
| مرد مورچه‌ای و زنبورک            | ۸۷٪ (۴۳۹ منتقد) | ۷۰ (۵۶ منتقد) |
| کاپیتان مارول                   | ۷۹٪ (۵۴۳ منتقد) | ۶۴ (۵۶ منتقد) |
| انتقام‌جویان: پایان بازی         | ۹۴٪ (۵۴۷ منتقد) | ۷۸ (۵۷ منتقد) |
| مرد عنکبوتی: دور از خانه        | ۹۰٪ (۴۵۳ منتقد) | ۶۹ (۵۵ منتقد) |
| بیوهٔ سیاه                       | ۷۹٪ (۴۴۰ منتقد) | ۶۷ (۵۴ منتقد) |
| شانگ‌چی و افسانه ده‌حلقه          | ۹۱% (۳۲۶ منتقد) | ۷۱ (۵۲ منتقد) |
| اترنالز                         | ۴۷% (۳۸۴ منتقد) | ۵۲ (۶۲ منتقد) |
| مرد عنکبوتی: راهی به خانه نیست  | ۹۳% (۳۸۹ منتقد) | ۷۱ (۵۹ منتقد) |
| میانگین                         | ۸۳٪             | ۶۸            |